# Война первой коалиции
Война Первой коалиции — длительный военный конфликт в Европе, проходивший в 1792—1797 годах между Французской республикой и соседними европейскими монархиями. Военные действия начались с объявления революционной Францией в 1792 году войны Австрии, добивавшейся реставрации французского абсолютизма.
Военные действия начались с ввода французских войск во владения германских государств на Рейне, в ответ на это последовало вторжение войск коалиции в пределы Франции. Вскоре нападение было отбито, и сама Франция начала активные военные действия против коалиции — вторглась в Испанию, Сардинское королевство и в западные германские государства. В 1793 году произошла битва при Тулоне, где впервые проявил себя молодой и талантливый полководец Наполеон Бонапарт. После целого ряда убедительных побед французских войск, участники коалиции (за исключением англичан) были вынуждены признать Французскую республику и все её завоевания, но затем, после ухудшения положения Франции, война возобновилась.

## Основные участники
- Австрийская империя
- Пруссия
- Великобритания
- Сардинское королевство (захвачено Наполеоном)
- Неаполитанское королевство
- Испания
- Российская империя[8]

## Важные события
- Битва при Вальми (20.09.1792)
- Сражение при Авен-ле-Сек (12.09.1793)
- Осада Ле-Кенуа (28.08.1793—13.09.1793)
- Битва при Гондскоте (6—8.09.1793)
- Осада Тулона (18.09.1793—18.12.1793)
- Битва при Ваттиньи (15—16.10.1793)
- Битва при Киррвейлере (28.05.1794)
- Битва при Флерюсе (26.06.1794)
- Осада Ле-Кенуа (с 19.07.1794)
- Базельский мирный договор с Пруссией (05.04.1795)
- Базельский мирный договор с Испанией (22.07.1795)
- Сражение у Монтенотте (12.04.1796)
- Битва под Лоди (10.05.1796)
- Бой при Арколе (15—17.11.1796)
- Битва при Риволи (14—15.01.1797)
- Кампо-Формийский мир (18.10.1797)

## Начало войны
Революция, произошедшая во Франции в 1789 году, повлияла на граничащие с ней государства и побудила их правительства прибегнуть к решительным мероприятиям против угрожавшей опасности. Император Леопольд II и прусский король Фридрих-Вильгельм II на личном свидании летом 1791 года в Пильнице, близ Дрездена, договорились остановить распространение революционных настроений. К этому их побуждали и настояния французских эмигрантов, составивших в Кобленце корпус войск под начальством принца Конде. Монархи издали известную Пильницкую декларацию, в которой призывали французский народ возвратиться к прежнему общественному порядку и восстановить королевскую власть, а 7 февраля 1792 года заключили австро-прусский союзный договор.
Республиканская партия потребовала от короля Людовика XVI объявить войну Австрии. Когда Людовик отказался сделать это, Законодательное собрание Франции, посчитав, что будет выгоднее начать войну раньше, чем к ней будет готова Австрия, объявила 20 апреля 1792 года от лица всего французского народа войну Леопольду II, главе Германской империи. Король Прусский, связанный договорами с Австрией, равно как Сардиния и Испания, государства с правителями из рода Бурбонов, выступили против Франции. После этого к союзу постепенно присоединились почти все остальные германские государства, а также Неаполитанское королевство. Таким образом, политическая цель коалиции против Франции определяла как военную (стратегическую) цель, так и характер войны с обеих сторон: решительные наступательные действия в пределах Франции со стороны коалиции и оборонительные со стороны Франции на границах.
Ввиду этого, как для начала войны, так и для дальнейшего её развития имела большое военное значение сухопутная граница Франции. На севере и северо-востоке граница шла от крепости Дюнкрихен (Дюнкерк) через Менен, Конде, Филиппвиль, Живе, Лонгви, Сирк, Зарлуи и Бич до впадения реки Лаутер в Рейн. Река Маас разделяла границу на две части. Северная — от Дюнкирхена до Живе — составляла границу с австрийскими Нидерландами (Бельгией) и была прикрыта с левого фланга морем, а с правого — рекой Маас. Часть страны, ближайшая к морю, пересечена каналами и болотами, а остальная, до истоков реки Оазы, не имела естественного прикрытия. Эта часть границы прикрывалась тройным рядом крепостей. 1-й ряд состоял из крепостей Дюнкирхен, Лилль, Конде, Валансьенн, Кенуа, Мобёж и Филиппвиль; 2-й ряд: Сент-Омер, Эр, Бетюн, Дуэ, Бушен, Камбре, Ландреси, Авен и Рокруа; 3-й ряд: Сен-Кантен, Бапом, Аррас и Амьен — всего 20 крепостей. Кратчайшие и удобные пути от северной границы к Парижу вели из Мобёжа (большая дорога из Брюсселя) через Авен, Лаон и Суассон и из Конде через Камбрэ и Перонн. Северо-восточная часть границы, от Живе до Лаутербурга, граничила с германскими владениями. Она пересекается почти перпендикулярно реками Саар и Мозель; естественные препятствия — река Маас, Арденнские горы и отроги Вогезских гор — не представляют больших затруднений, но край был лесист. Эта граница прикрывалась двойным рядом крепостей. 1-й ряд составляли Бич, Зарлуи, Тионвиль, Лонгви, Монмеди, Буйон и Живе; 2-й ряд: Мец, Верден, Седан и Мезьер. Это расположение французских крепостей было невыгодно тем, что неприятель, овладев Лонгви, выходил между Мецем и Седаном в открытое пространство и до самого Парижа не встречал препятствий. Кратчайшие и удобнейшие пути к Парижу вели из Живе через Рокруа, Мезьер, Суассон (или Шато-Тьерри); из Трира и Люксембурга — на Лонгви, Верден и Шалон, или из Вердена, обходом на Бар-ле-Дюк и Витри; из Зарлуи на Мец в Верден и далее по указанным дорогам.
Восточная граница Франции с германскими владениями проходила от Лаутербурга по левому берегу Рейна до Базеля (или Гюнингена) и была хорошо защищена. Она прикрывалась Рейном и крепостями на нём: Ландау, Страсбург, форт Вобан, Шлетштадт, Бризах и Гюнинген; за Рейном — вторым рядом крепостей (Бич, Пфальцбург и Бельфор) и, наконец, высоким, труднопроходимым хребтом Вогезских гор. Нейтралитет Швейцарии обеспечивал правый фланг этой границы. Кратчайшие и удобные пути от Рейна к Парижу — только из Страсбурга через Нанси и Витри. Прочие были неудобны для действий больших масс войск.
Юго-восточная граница Франции делилась на две части. Одна, от Базеля по реке Ду и горному хребту Юра до Женевы, отделяла Францию от Швейцарии. Многочисленные и удобные проходы в горах хотя и были защищены укреплёнными замками, вследствие их неудачного расположения не могли служить значительными препятствиями для наступающего противника. Эту часть границы усиливали крепости Безансон и Оксон. Другая часть границы шла от Женевы по реке Роне до города Беллэ, по горному хребту савойских Альп, через проход Лез-Эшель, Мон-Женевр, Мон-Визо и Барселонет до реки Вар и по правому её берегу до Средиземного моря, и отделяла Францию от Италии. Дорог было мало и те могли упорно обороняться крепостями форт Барроль, Бриансон и Мон-Дофин, в тылу Гренобль, а на правом фланге — морская крепость Тулон. Законодательное собрание, объявив войну, стало энергично готовиться к ней.
К началу войны на границах Франции находилось около 145 тысяч солдат. Силы были разделены на 3 армии:
- Северная, маршала Рошамбо (около 40 тысяч пехоты и 8 тысяч конницы), была расположена между Дюнкирхеном и Филиппвилем;
- Центральная, генерала Лафайета (около 45 тысяч пехоты и 7 тысяч конницы) — между Филиппвилем и рекой Лаутер;
- Рейнская, маршала Люкнера (около 35 тысяч пехоты и 8 тысяч конницы) — от Лаутербурга до Базеля.

Для обороны границ со стороны Италии, Средиземного моря и Испании была назначена Южная армия генерала Монтескью (до 25 тысяч человек), войска которой были разбросаны по крепостям. Все французские армии состояли по большей части из новобранцев.
Союзники готовились к войне крайне медленно. Пруссия выставила не более 42 тысяч солдат, которые выдвигались к Кобленцу. Австрия имела в готовности около 60 тысяч, из которых 30 тысяч герцога Альберта Саксен-Тешенского находились в австрийских Нидерландах, а 25 тысяч — на правом берегу Рейна. Австрия намеревалась присоединить к ним вскоре ещё 60 тысяч. Кроме того, в состав австро-прусской армии входили 6 тысяч гессенских войск и несколько отрядов французских эмигрантов (всего около 14 тысяч под командованием братьев Людовика XV и принца Конде), расположенных около Трира и Кобленца. Всего союзники располагали силами в 120—130 тысяч человек под общим командованием герцога Брауншвейгского (сподвижника Фридриха Великого).
Французы решили действовать наступательно против Нидерландов и оборонительно на всех прочих границах. Союзники же, поставив цель окончить войну одним ударом, намеревались главными силами действовать наступательно от Трира и Люксембурга через Шампань к Парижу, на прочих границах ограничиться обороной, а со стороны Италии и Испании — наблюдением.

## Кампания 1792 года
Летом 1792 года союзные войска (суммарно — до 250 тыс.) стали сосредотачиваться на границах Франции. Войска эти в тактическом отношении (по тогдашним понятиям) стояли гораздо выше французских. Но их командующие, большей частью люди преклонных лет, умели подражать Фридриху Великому лишь в мелочах и внешней форме. Кроме того, руки у них были связаны присутствием при армии короля прусского и указаниями венского гофкригсрата. Наконец, с самого начала военных действий обнаружилось полное несогласие в составлении операционного плана: наступательный порыв пруссаков столкнулся с медлительностью и преувеличенной осторожностью австрийцев. Французская регулярная армия не превышала тогда 125 тысяч человек, находилась в сильном расстройстве и лишилась многих опытных генералов и офицеров, эмигрировавших в чужие края. Революционные войска в это время терпели лишения всякого рода, материальное обеспечение находилось в плачевном состоянии. Французское правительство принимало энергичные меры для усиления армии и поднятия её духа. Линейной и так называемой кордонной системам, которым следовали полководцы союзников, французы готовились противопоставить систему сомкнутых масс (колонн) и огонь многочисленных стрелков (по примеру американцев в Войне за независимость). В новой французской армии всякому простому рядовому, выказавшему превосходные боевые качества, был открыт путь к достижению высших должностей. Вместе с тем, беспощадно карались ошибки и упущения, вплоть до казни полководцев, потерпевших поражения.

### Действия в Нидерландах в апреле-августе 1792 года
Военные действия со стороны французов начались в конце апреля в австрийских Нидерландах 4 колоннами: Лафайета из Живе на Намюр (25 тысяч); Диллиона из Лилля к Турнэ (3 тысячи); Бирона из Валансьенна к Монсу (10 тысяч); Карля из Дюнкирхена для овладения Фюрном (11,5 тысяч). Первое наступление французов закончилось весьма неудачно. Колонна Бирона была отражена австрийцами Болье (31,5 тысяч человек), колонна Диллиона, не дождавшись атаки, обратилась в бегство. Другие две фланговые колонны, узнав об отступлении средних, также отступили. Неудача средних колонн объясняется недостатком порядка, дисциплины и воинского духа новых французских войск, состоящих из новобранцев, а главное — недоверием их к новым командирам. Тогда малейшая неудача приписывалась измене, что было отголоском общественного настроения, господствовавшего во Франции во время террора. Отступление же двух фланговых колонн, которые действовали довольно успешно, является результатом кордонной системы, при которой центр и фланги должны были находиться всегда на одной линии.
Несмотря на неудачу, маршал Люкнер, сменивший Рошамбо, начал приготовления к новому наступлению, для чего сосредоточил около 30 тысяч на реке Лис и во второй половине июня занял Куртрэ. В это же время герцог Альберт направил туда отдельные отряды Латура и Болье. Люкнер, довольствуясь первым незначительным успехом, не предпринял дальнейшего наступления и оставался в бездействии в Куртрэ до конца июня, а затем отступил в пределы Франции и расположился около Мобёжа. Австрийская армия после отступления Люкнера заняла прежнее расположение при Монсе и Турнэ.
Обе стороны оставались в бездействии до середины августа. В это время командование над всей Северной французской армией было доверено генералу Дюмурье, который поручил защиту северо-восточных границ генералу Лабурдоне, а сам отправился к Седану для наблюдения за подготавливавшимися там операциями. Таким образом, обоюдные раздробления сил воюющих сторон и опасение за свои пути сообщения стали причиной той медлительности и нерешительности, печать коих носят на себе все действия в Нидерландах. В результате после 4 месяцев войны положение сторон оставалось тем же, что и перед её началом.

### Действия в Шампани в 1792 году
В начале 1792 года Рейнская французская армия, охранявшая границу по Рейну от Лаутербурга до Базеля, была расположена в Эльзасе и до конца июля бездействовала. Здесь группировались: Северная армия (23 тысячи человек) Лафайета — у Седана; маршал Люкнер с 25 тысячами человек — при Меце; Бирон с главными силами Рейнской армии — около Вейсенбурга; кроме того, сильный отряд Келлермана — у Лаутербурга.
Союзники, которые ещё во второй половине июля начали сосредотачиваться у Рейна между Кобленцом и Шпейером (пруссаки — 42 тысячи, гессенцы — 6 тысяч, эмигранты — 14 тысяч, отряд Гогенлоэ-Кирхберга — 14 тысяч, граф Эрбах — 7 тысяч, австрийцы князя Эстергази — 10 тысяч), предполагали объединёнными силами наступать через Трир, Лонгви и Шалон к Парижу. К безотлагательному вторжению во Францию их также побуждали эмигранты, которые рассчитывали на содействие восставшего народа и убеждали герцога, что при вступлении союзников во Францию все консервативные элементы страны восстанут для подавления революционного меньшинства и освободят короля.
Перейдя в начале августа Рейн, герцог Брауншвейгский с главными силами (75 тысяч) двинулся к рекам Маас и Мозель. К нему примкнул из Люксембурга австрийский корпус Клерфе (20 тысяч). Союзники стали сосредоточиваться между Кёльном и Майнцем. Грозная прокламация к французскому народу предшествовала этому вторжению, что вызвало негодование в Париже и ещё большее напряжение сил к созданию и увеличению французской армии. Менее чем за 2 месяца вооружённые силы составили уже более 400 тысяч человек, правда, плохо подготовленных и вооружённых, но способных подавить числом и энтузиазмом.
18 августа герцог Брауншвейгский вступил в пределы Франции. 19 августа его авангард (принц Гогенлоэ) оттеснил французов в укреплённый лагерь при Фонтуа близ Лонгви. 22 августа пруссаки овладели крепостью Лонгви, а 2 сентября сдалась крепость Верден. В то же время (1 сентября) Клерфе разбил французов при Стенэ, а принц Гогенлоэ начал осаду Тионвиля. На верхнем Рейне австрийские войска Эрбаха обложили Ландау, в Нидерландах герцог Саксен-Тешенский осадил Сен-Аман и приблизился к Лиллю, в надежде склонить к сдаче эту важную крепость, в чём, однако, успеха не имел.
Во время этих действий французские войска оставались почти неподвижными. Между тем, они могли бы, пользуясь медлительностью союзников и действуя по внутренним операционным линиям, разбить их по частям. Причины бездействия — непорядки во внутреннем управлении армии, перемена командования (Лафайет бежал) и недоверие республиканского правительства. Успехи союзников встревожили Францию. Вновь набираемые войска спешили к Марне для прикрытия Парижа, армия у Меца поручена Келлерману, армия у Седана, после бегства Лафайета — Дюмурье. Положение Дюмурье было весьма затруднительно при полнейшем расстройстве тыла и упадке дисциплины. Кроме того, он был отделён от Келлермана пространством в 20 миль и неприятельской армией, которая была сильнее обеих французских армий вместе взятых. Единственным выходом являлось спешное отступление и сближение с Келлерманом, которому и было послано приказание отступить за Маас. Обе армии должны были занять важнейшие проходы в Арденнских лесистых горах, идущих параллельно Маасу от Седана к Сент-Мену и представляющих хорошую оборонительную позицию. Здесь французы должны были удерживать неприятеля до подхода подкреплений.
В начале сентября армия Дюмурье отступила: главные силы (12 тысяч) стали на позиции у прохода Гран-Пре (в центре), а отдельные отряды защищали: левее Гран-Пре проходы Круа-о-Буа и Шэн, правее — Ла-Шаланд и Лез-Илет; через последний пролегала удобнейшая дорога из Вердена в Париж. Пруссаки, разбив генерала Шазо при Круа-о-Буа, вынудили Дюмурье отступить за реку Эн. Если бы союзники после этого быстро и решительно продолжили наступление и не допустили Дюмурье соединиться с Келлерманом и Бёрнонвилем, спешившими к нему с подкреплением от Меца и среднего Рейна, положение французов стало бы критическим. Однако обычная для того времени медлительность действий, а также плохое состояние дорог из-за дождей и недостаток продовольствия (причиной чему была используемая союзниками магазинная система снабжения) избавили французов от опасности. Дюмурье успел соединиться с Келлерманом и Бёрнонвилем, а затем принял весьма смелый план, который, однако, соответствовал отчаянному положению, в котором находилась французская армия. Открыв неприятелю дорогу в Париж, он занял весьма выгодную фланговую позицию на высотах между Вальми и Сент-Мену, рассчитывая, что союзники не пожертвуют своими линиями снабжения, в то время как ему самому не составляло опасности в собственной стране при реквизиционной системе потерять сообщение с Парижем. Произошло именно то, на что он рассчитывал. Союзники, не решаясь оставить в своём тылу Дюмурье, направились к Вальми, что и привело 20 сентября к сражению, или, вернее, канонаде при Вальми. Успех, одержанный здесь французами, является замечательным примером в военной истории, доказывающим, до какой степени моральное состояние войска может содействовать или препятствовать исходу целой кампании. Незначительный по существу успех настолько ободрил французов, не выдерживавших до сих пор атак неприятеля, и вселил в них такую самоуверенность, что они сочли себя в силах бороться с целой Европой. Союзники же, находясь в сильнейшем изнурении от продолжительного похода и болезней, после этой неудачи упали духом и стремились только к скорейшему отступлению.
Дальнейший ход военных действий не представляет интереса. Союзники, возвратив занятые крепости, в плачевном состоянии отступили за Рейн в октябре. Малейший натиск французов мог рассеять эти остатки. Однако Дюмурье, обрадованный неожиданным и лёгким успехом, а также обнадёженный обещанием герцога немедленно выйти из пределов Франции, предпочёл неполный, но верный успех неизвестному ходу событий, имея под командованием необученные войска. Вследствие отступления герцога Брауншвейгского, герцог Саксен-Тешенский снял осаду Лилля и возвратился в Бельгию.

### Действия в Нидерландах в октябре-декабре 1792 года
Пользуясь сложившимся положением, Дюмурье решился снова напасть на Бельгию и Голландию, недавно усмиренные австрийским и прусским оружием, где революционная партия только и ждала прибытия французов, чтобы снова поднять мятеж. Дюмурье приближался к границам Бельгии в нескольких колоннах. 20 октября его авангард выступил на Кьеврен, опрокинув передовые австрийские части, и стал у Крепи. Это движение угрожало Монсу, тем более, что Клерфе на обратном пути из Шампани в Нидерланды едва мог поспеть к этой крепости. Затруднительное положение герцога Саксен-Тешенского ещё более ухудшилось, когда французская колонна Лабурдонне выступила из Лилля для осады Остенде, а главные силы Дюмурье расположились авангардом у Кьеврена (23 октября) с явным намерением овладеть Монсом. С 29 октября по 6 ноября австрийцы медленно и в полном порядке отступили до Жемаппе, где заняли позицию и 6 ноября были атакованы французами. После храброй и искусной защиты они, однако, вынуждены были отступить.
После этого сражения французы заняли Монс, а затем Иперн (Ипр), Фюрн и Остенде. После боя при Андерлехте (14 ноября) Дюмурье вступил в Брюссель. Герцог Саксен-Тешенский, расположившийся с остатками войск при Левени, передал командование Клерфе, который должен был отойти ещё далее назад.
Между тем, генерал Миранда, принявший Северную французскую армию от Лабурдоне, угрожал Антверпену. Австрийский генерал Болье, преследуемый неприятельской дивизией Валанса, 20 ноября перешёл за реку Маас, обнажив левый фланг союзников, которых Дюмурье стремился обойти также с правого фланга, направляясь на Аршо и Дист. Враждебное отношение населения Бельгии, недостаток средств и дезертирство настолько ослабили австрийцев, что Клерфе тоже решил отступить через Тирлемон за Маас. Дюмурье, обстреляв австрийский арьергард, при дальнейшем его отступлении, после жаркого боя 18 ноября занял Люттих. 27 ноября капитулировал Антверпен. 3 декабря Валансу сдалась цитадель Намюра.
Клерфе, продолжая отступать, 14 декабря ушёл за реку Эрфт. Дюмурье, оставаясь в Люттихе, осадил Аахен. Менее успешно действовал Бернонвиль. С 6 по 16 декабря он имел с австрийцами несколько кровопролитных боёв, но был отбит и вынужден занять зимние квартиры в Туре, Меце и Вердене.

### Действия на среднем Рейне в 1792 году
Действия на среднем Рейне приняли также неблагоприятный для союзников оборот. После ухода Келлермана из Меца на соединение с Дюмурье, 15 тысяч человек под командованием генерала Кюсти́на были оставлены около Ландау. Против них союзники имели: на левом берегу Рейна — корпус графа Эбербаха в Шпейере для прикрытия магазинов союзной армии, а на правом — отряды князя Эстергази и принца Конде, раздробленные вдоль реки от Швейцарии до Филипсбурга. Кюсти́н, имея против себя превосходящие силы, до середины сентября ограничивался лишь наблюдением за ними, но 28 сентября по указанию Дюмурье двинулся в тыл союзникам, действовавшим в Шампани, рассеял гессенский и пфальцский контингенты, занял Шпейер, Вормс и Оппенгейм (30 сентября), вторгнулся в Пфальц и 21 октября захватил важный опорный пункт — Майнц, где была образована Майнцская республика. Наконец, 23 октября он занял Франкфурт, но, после упорного боя с пруссаками и гессенцами 2 декабря, вынужден был покинуть его и отступить в Майнц.

### Действия в Италии (Савойе) в 1792 году
24 сентября альпийская французская армия Монтескью перешла савойскую границу и достигла без сопротивления Шамбери. Сардинские и австрийские войска, не готовые ещё к действию, медленно собирались по восточную сторону Альп. 28 сентября французский генерал Анзельм взял Ниццу, которая, как и Савойя, была присоединена к Французской Республике.
Французские солдаты и военачальники в боевых действиях постепенно приобретали опыт и вырабатывали новый подход к войне. Они отходили от шаблонов, свойственных войнам XVIII и даже конца XVII веков: раздробление сил, медленные и нерешительные действия, признание важного значения путям сообщения и крепостям, осада последних, слабое развитие наступательных боевых действий и, как следствие, ничтожные результаты кампании.

## Кампания 1793 года
Политическое положение Франции в начале 1793 года совершенно изменилось и сделалось для Республики весьма опасным. Казнь Людовика XVI и другие действия Республиканского правительства сделали Францию враждебной почти ко всей Европе, за исключением некоторых отдалённых государств.
Захват в ноябре 1792 года части Нидерландов и объявление свободы плавания по реке Шельде, которая была ограничена предыдущими договорами в пользу Англии и Голландии, привели к натянутым отношениям Франции с этими державами. 1 февраля 1793 года, тотчас после казни Людовика XVI, Французская Республика объявила войну Нидерландам и Великобритании. Последняя с этого момента встала во главе коалиции держав, воевавших против революционной Франции, поддерживала их субсидиями и отдельными экспедициями, и одновременно посредством своего флота, господствовавшего на всех морях, наносила громадный ущерб колониям и торговле противника. 7 марта 1793 года Франция объявила войну Испании.
Война в кампанию 1793 года происходила на границах Франции со стороны Нидерландов, Германии, Италии и Испании. Несмотря на все усилия, вооружённые силы Франции едва достигли 270 тысяч человек. Рейнская армия Кюсти́на (45 тысяч человек) в крепости Майнце и его окрестностях; Мозельская Линьевиля за рекой Саарой; на восточной границе в гарнизонах — 38 тысяч; Северная армия Дюмурье (около 100 тысяч) между реками Рер и Маас, частью у Антверпена; Альпийскую и Итальянскую армию на границах Италии предложено было довести до 50 тысяч; на границах Испании до 28—30 тысяч человек, под командованием генерала Сервана, составили две армии: Восточно- и Западно-Пиренейские; на верхнем Рейне — 30 тысяч человек и столько же внутри государства.
Силы союзников доходили до 375 тысяч человек. Они не только превосходили французов численностью, но и состояли большей частью из войск, отлично подготовленных и хорошо снабжённых. Для действий на Рейне находилось около 100 тысяч прусских, австрийских и германских войск, разделённых на 2 армии — герцога Брауншвейгского и генерала Вурмзера, кроме того, князь Гогенлоэ-Кирхберг и генерал Болье с отдельными корпусами у Трира и Люксембурга. Против северо-восточной границы Франции — около 80 тысяч прусских, австрийских и голландских войск под командованием принца Кобургского; для защиты Пьемонта — 40 тысяч сардинцев и австрийцев; на пиренейской границе — более 30 тысяч испанцев.
Планы союзников — оттеснить французов с северо-востока за Маас, с востока овладеть Майнцем; затем, очистив Бельгию и перейдя Рейн, с обеих сторон наступать внутрь Франции; на остальных театрах пока не предпринимать ничего решительного. Французы планировали завоевать Бельгию, на юге утвердиться в графстве Ниццком и овладеть проходами в Альпах, а на остальных границах обороняться.

### Действия в Нидерландах в 1793 году
17 февраля Дюмурье вторгся в Голландию. Он быстро занял Бреду, Гертруйденберг, Клундерт и дошёл до Мардика с намерением идти в Дортрехт, Амстердам и Роттердам. Но препятствия при переправе через реку Мардик и неудачные действия подчинённого ему генерала Миранды против принца Кобургского расстроили план. Миранда тщетно осаждал Маастрихт, обороняемый принцем Гессен-Кассельским; столь же безуспешны были усилия другого отряда отнять у пруссаков Венлоо (17 февраля). 1 марта союзники под командованием принца Кобургского, Клерфе и эрцгерцога Карла, начавшего здесь свой боевой путь, напали на французов, расположившихся вдоль реки Рер, и разбили их при Альденговене, что произвело большое смятение у французов. 3 марта пруссаки одержали победу при Швальмене, и французы поспешно оставили Аахен. 4 марта Миранда снял осаду Маастрихта, а позже был разбит эрцгерцогом Карлом.
Австрийцы 5 марта заняли Люттих и вынудили французов отступить через Тирлемон в Сен-Трон и Левен. Дюмурье поспешил к бельгийской армии, передав командование голландской армией генералу Дефлеру. 14 марта он выступил против австрийцев, которые после упорной обороны отдали 16 марта Тирлемон. Принц Кобургский, видя решительные действия французов, занял 17 марта позиции близ Неервиндена (40 тысяч человек). 18 марта Дюмурье (45 тысяч человек) атаковал австрийцев, но проиграл сражение при Неервиндене, а 19 марта отступил через Тирлемон на Левен. Это поражение сильно расстроило армию Дюмурье, солдаты бежали, и на 3-й день в армии оставалось не более 20 тысяч, большей частью старых солдат.
Австрийцы, почти не преследуя французов, заняли Брюссель, Намюр, Гердтруйденберг и Бреду и направились к Монсу и Турнэ. Дюмурье, намереваясь возвести на престол Франции сына Людовика XVI, вступил после Неервиндена в тайные переговоры с принцем Кобургским, обещая присоединить свои войска к союзникам при движении их к Парижу. Этот замысел был раскрыт, и Дюмурье бежал. Конвент, усилив армию, поручил командование над ней Дампьеру, который сосредоточил её в укреплённом лагере при Фамаре.
Тем временем союзники, вместо того чтобы воспользоваться расстройством неприятеля и продолжать наступательные действия, собрались на военный совет в Антверпене, где было принято решение перейти в наступление. Однако время было уже упущено, и французы успели принять меры для улучшения своего положения.
9 апреля принц Кобургский возобновил военные действия, прерванные переговорами с Дюмурье. Австрийцы (40 тысяч) и пруссаки (8 тысяч) сосредоточились на высотах Кьеврена. Клерфе, командуя резервным корпусом, занял позицию, прервавшую сообщения между крепостями Конде и Валансьенном, которые предполагалось осадить. Генерал Отто и принц Фердинанд Вюртембергский обложили Конде, в то время как генерал Латур наблюдал за Мобёжом. 1 мая Дампьер, произведя ложные выдвижения к Валансьенну, Побежу, Кенуа, Оришь и Сен-Аману, выступил для освобождения Конде. Будучи отбит с незначительными потерями, он вторично 26 мая напал на австрийцев, но также неудачно. 8 мая, получив подкрепление из Лилля и Дуэ, Дампьер в 3-й раз устремился на Клерфе, но опять был отбит и умер от ранения.
23 мая принц Кобургский овладел лагерем при Фамаре и обложил Валансьенн. Командование французской армией было поручено вызванному из-под Майнца Кюсти́ну, который, однако, не смог улучшить положение. 11 июня пал Конде, 28 июня — Валансьенн, и Кюсти́н был оттеснён. Затем союзная армия разделилась: герцог Йоркский с англичанами и голландцами двинулся к Дюнкирхену, чтобы захватить этот важный для англичан порт, а принц Кобургский направился к Кенуа.
7 августа французы были вытеснены из древнего лагеря Цезаря и бежали до Авена, где прибывший на место Кюсти́на, казнённого на эшафоте, Ушар с трудом собрал их. Тем не менее, Ушар быстро двинулся на выручку Дюнкирхена, который был обложен герцогом Йоркским, и 7 сентября, после трёхдневной битвы при Ондскоте, вынудил снять осаду. Этим был обнажён правый фланг союзников, что тотчас же восстановило положение французов. Хотя 11 сентября они безуспешно атаковали Иперн, но 13 сентября разбили голландцев при Менене. Затем Кенуа вновь попала в руки австрийцев, а вскоре Ушар был вытеснен из Менена, за что был казнён на гильотине.
Преемником Ушара был назначен генерал Журдан. 29 сентября принц Кобургский перешёл Самбру и осадил Мобёж. Журдан поспешил к крепости на помощь и 15—16 октября неудачно атаковал позицию наблюдательного корпуса Клерфе при Ваттиньи, однако вынудил принца Кобургского снять осаду и отступить за Самбру. 10 ноября обе стороны заняли зимние квартиры.

### Действия на среднем Рейне в 1793 году
Одновременно с действиями в Нидерландах пруссаки двинулись против Рейнской и Мозельской армий, которыми в то время командовал ещё Кюсти́н, атаковали форт Кюстель напротив Майнца, но 6 января, ввиду зимней поры, вынуждены были отступить.
В начале марта пруссаки возобновили наступление. Кюсти́н, не сумевший помешать им переправиться на левый берег Рейна, был 27-28 марта разбит при Бингене и отошёл от Майнца на юг. Вскоре пруссаки, саксонцы и гессенцы осадили эту крепость, защищаемую 20-тысячным гарнизоном под командованием д’Оаре. Кюсти́н отступил к Ландау, а затем, после неудачного боя при Рюльцхайме, за Вейсенбургские линии. Кюсти́н был отправлен командовать армией в Нидерланды. 12 июля, после трёхмесячной осады, Майнц капитулировал с правом выхода гарнизона, затем отправленного французами на подавление мятежа в Вандею.
Прусская армия разделилась на 4 части: 1-я, под руководством самого короля, двинулась в Тюркгейм; со 2-й герцог Брауншвейгский расположился у Кайзерслаутерна; 3-я, принца Гогенлоэ, стала у Лаутернека; 4-я, составленная из пруссаков и саксонцев под командованием Калькрейта — у Крейцнаха. Этим расположением прусская армия сковывала всё левое крыло французов и помогла австрийцам на верхнем Рейне перейти эту реку. 13 октября Вурмзер и принц Вальдек разбили французов и заняли Вейсенбургские линии. При таких условиях поражение последних было неизбежно, если бы существовало согласие между союзными военачальниками. Однако, не доверяя друг другу и заботясь более о сохранении войск, чем об общем успехе, они упустили удобный случай нанести французам решительный удар. Последние потеряли лишь свою артиллерию и обоз. 26 октября австрийцы снова разбили своего противника при Ванценау и подошли к Страсбургу, но в бою при Саверне не смогли занять проходы в Вогезах. Осаждённый ими Форт-Луи сдался только 16 ноября.
В то же время пруссаки 16 августа двинулись через Эрбах к Пирмазенсу, где 14 сентября отразили нападение французов и, преследуя, привели их в большое расстройство. Снова французы оказались в тяжёлом положении, исправить которое Конвент поручил Пишегрю и Гошу. 17 ноября Мозельская армия Гоша успешно атаковала пруссаков при Биче и Блискастеле и двинулась к Кайзерслаутерну, но в сражении при Кайзерслаутерне была отбита герцогом Брауншвейгским и 30 ноября в беспорядке отступила в Цвейбрюкен.
Во второй половине декабря Мозельская и Рейнская армии Гоша и Пишегрю, получив подкрепления, снова перешли в наступление на пруссаков и австрийцев, оттеснили их передовые части в сражениях при Вёрте-Фрёшвиллере и Гейсберге, заняли Вейсенбургские линии и 27 декабря осадили Ландау. 29—30 декабря австрийцы отступили между Филипсбургом и Мангеймом за Рейн, а пруссаки отошли в Оппенгейм и Бинген. 17 января 1794 года французы вернули Форт-Луи.

### Действия в Испании в 1793 году
7 марта 1793 года Национальный конвент объявил войну Испании. В это время испанская армия генерала Антонио Рикардоса (25 тысяч) вторглась в Руссильон, а другая — генерала Вентуры Каро (25 тысяч) прикрывала границы Наварры. Французы имели на испанской границе только 35 тысяч человек, разделённых на 2 армии — Восточно-Пиренейскую генерала Дефлера, и Западно-Пиренейскую генерала Сервана.
25 апреля Рикардос атаковал французов при Ла-Серда-Сере и разбил их, а 19 мая вторично нанёс им поражение при Мазде, захватил их артиллерию и оттеснил к Перпиньяну. 23 мая он осадил крепость Белльгард к югу от Перпиньяна, где заперся французский гарнизон полковника Буабрюле (1200 человек и 4 орудия). 24 июня крепость была взята.
Тем временем Каро действовал в Наварре не менее успешно. Он перешёл через Бидассоа, овладел Бигором и, вытеснив неприятеля из укреплённой позиции при Croix des bouquets, отбросил его к Сарру. Французы отошли к Пиндону, откуда вторглись в долину Ронсеваль. Каро последовал за ними и 6 июня разбил Дефлера у Пиндона. Дефлер отступил, но вскоре оправился от поражения, получил подкрепления и, перейдя в наступление, 17 июля обрушился на Рикардоса у Ниеля, где после боя оттеснил его с потерей 1200 человек убитыми и ранеными. Рикардос снял осаду Перпиньяна. Дефлер, усиленный прибытием свежих подкреплений, 24 августа овладел Пьюисердой и готовился перенести войну в пределы Каталонии.
17 сентября при Перестортесе 8-тысячный французский отряд под руководством генерала Дау разбил испанский арьергард (6 тысяч) Куртена, потеряв не более 800 человек убитыми и ранеными, и 1 орудие, тогда как потери испанцев составили до 1200 человек убитыми и ранеными, а также 26 орудий. Но уже 22 сентября Рикардос (17 тысяч человек) атаковал 22-тысячный отряд генерала Дагобера при Труиласе к северо-западу от Перпиньяна и нанёс ему поражение. Дагобер потерял 4 тысячи человек убитыми и ранеными, 11,5 тысяч пленными и 10 орудий. Испанцы потеряли около 2 тысяч человек. Вслед за этим, усиленный подкреплениями от Каро, испанский главнокомандующий 2 декабря при Сере разбил генерала Доппета, 3 декабря при Булу к юго-западу от Перпиньяна — генерала Дау и его же 7 декабря 1793 года при Виллелонге, после чего последовательно овладел укреплёнными пунктами на Средиземном море: Баньолесом, Колиуром, Сен-Эльмо и Порт-Вандром.
В разгаре своих успехов Рикардос внезапно умер. Главное командование перешло к маркизу д’Амарильясу, оказавшемуся неспособным остановить наступление Дагобера, успевшего овладеть Монтеллой, Лерсом, Сео-де-Ургелем и всей линией Сегре. Вместо Амарильяса был назначен граф Ла-Унион, но ещё до вступления его в должность, 20 декабря 1793 года генерал Куэста (8 тысяч человек) при Колиуре к юго-востоку от Перпиньяна разбил 5-тысячный отряд Делатра, потерявшего 4 тысячи человек убитыми и ранеными, и 10 орудий.
Таким образом, 1793 год окончился удачно для испанцев, в основном благодаря талантам Рикардоса и незначительности задействованных на этом фронте французских сил.

### Действия на других театрах в 1793 году
События на остальных театрах для общего хода дел были малозначительны. На альпийской границе против 30 тысяч французов Келлермана находились 40—50 тысяч пьемонтцев и австрийцев. Несмотря на то, что деятельность Келлермана была стеснена восстанием в тылу, союзникам не удалось отнять у французов Савойю; не удалось им также поддержать восставших в Тулоне, который был осаждён французами. Тулон был занят англичанами и испанцами, но затем осаждён и взят войсками Республики. Во время этой осады впервые проявил себя Наполеон Бонапарт.
В Вандее всё более разгоралось восстание, и Республиканские войска терпели там жестокие поражения от роялистов.
Таким образом, результаты кампании 1793 года были для союзников совершенно ничтожны. Обладая громадными средствами и хорошо устроенными вооружёнными силами, имея против себя неподготовленную и более слабую французскую армию, союзники могли бы решить войну одним ударом, но для этого необходимы были смелость, энергия, решительность и быстрота наступательных действий соединёнными силами: цель — Париж, средство — бой, а не осады многочисленных крепостей. Наоборот, они действовали по ложным правилам методизма. Затрачивая неимоверные усилия, теряя людей и средства, достигали овладения одной-двумя часто маловажными крепостями, затягивая войну и давая французам время приобретать военный опыт и реорганизовать, а точнее, создавать свою армию. Наконец, коалиционная война, как и всегда, с её эгоистичными целями и стремлениями участников, не способствовала решительным действиям. В противоположность этому, французская армия совершенствовалась и приобретала важные преимущества. Из царившего в ней первоначального хаоса она начала постепенно организовываться, приобрела навыки и приёмы нового способа ведения войны. Практически на боевом опыте начали создаваться новые войска: новая организация, школа командиров, полководцы.

### Действия на море в 1793 году
Основные действия на море разворачивались между флотами Франции и Великобритании.
Французский флот был совершенно дезорганизован революцией и, в продолжение нескольких первых лет этой войны, не мог предпринять никаких серьёзных операций. Но и позже его действия были крайне неудачны вследствие плохого состава офицеров, некомплекта и недисциплинированности команд, плохого снабжения.
Англия тоже не была готова к войне, так как в 1792 году содержала всего лишь 12 линейных кораблей. Необходимость набрать огромный личный состав затянула мобилизацию, и только во второй половине года были подготовлены к плаванию 85 линейных кораблей. 25 из них под командованием адмирала Хау составляли эскадру Канала, 25 под командованием адмирала Худа пошли в Средиземное море, 12 кораблей направились в Вест-Индию, а остальные составили резерв в Портсмуте и Плимуте.
Главным морским театром военных действий в этой войне явились европейские воды.
В первый же год войны восставшие в Тулоне роялисты отдали в руки англичанам значительную часть своего флота: в августе 1793 года в Тулоне произошёл контрреволюционный мятеж, Людовик XVII был провозглашён королём. Ввиду того что на юг шла Республиканская армия, которой мятежники не имели сил противостоять, они решили разоружить флот и передать его и укрепления Тулона под защиту адмирала Худа, командовавшего английской эскадрой в Средиземном море. При этом Худ обещал французам, что по заключении мира форты и корабли в целости будут возвращены Франции, в действительности не имея намерения выполнять данное обещание. 27 августа соединённый англо-испанский флот из 40 кораблей под командованием адмиралов Худа и де Лангара вошёл на тулонский рейд. В октябре Тулон был осаждён Республиканскими войсками, и 16 декабря они взяли форты, которые господствовали над рейдом. 19 декабря союзный флот был вынужден оставить Тулон, причём Худ не выполнил своего обещания и хотел уничтожить адмиралтейство и флот. Лишь спешность отступления помешала ему выполнить это в полной мере. Из 27 линейных кораблей 9 были сожжены англичанами, а 4 линейных корабля и 15 легких судов они увели с собой.
На севере в этом году флоты противников не встречались. Поздняя готовность эскадры адмирала Хау не позволила англичанам оказать существенную поддержку восставшей Вандее, а к концу года восстание было подавлено.

## Кампания 1794 года
Политические отношения, существовавшие между Францией и остальной Европой в течение 1793 года, оставались, за исключением весьма немногочисленных изменений, в прежнем виде. Душою коалиции была Англия, которая, увеличив свои военные средства, напрягала все усилия, чтобы привлечь к коалиции возможно большее число держав. Испания и Сардиния готовились принять активное участие. Португалия, Неаполь и Тоскана, хотя прямо не примкнули к коалиции, были готовы принять участие в войне. Голландия также готовилась к войне. Австрия продолжала быть одной из активнейших участниц коалиции. Пруссия, не видя для себя пользы в предстоящей войне, сначала желала выйти из коалиции, но уступила уговорам Англии и обещаниям денежных субсидий. Нейтралитет Швейцарии был весьма важен для Франции, которая имела в лице Швейцарии посредника для торговли. Кроме того, нейтралитет Швейцарии обеспечивал ту часть французской границы, которая была защищена менее других. Генуя также соблюдала нейтралитет. Англия уже с середины 1793 года имела неоспоримый перевес на море над всеми державами.
Внутреннее положение Франции в начале 1794 года было бедственным: революция находилась в разгаре, развал во всех частях государственного управления доходил до крайней степени. Страной управлял при помощи террора Комитет общественного спасения, финансы были в полном расстройстве и не в состоянии были покрыть расходы на содержание огромных военных сил. В довершение всего — голод и восстание в Вандее. Несмотря на это, Франция не только успешно сдержала нашествие коалиции, но на некоторых театрах войны даже совершила новые территориальные приобретения. Конец 1793 — начало 1794 года были использованы обеими сторонами для усиления армий. Франция чрезвычайными мерами создала громадную армию. К началу 1794 года вооружённые силы увеличились до 1 млн 200 тысяч, из них полевых войск около 750 тысяч. Французская армия получила новую организацию, состоявшую в слиянии старых войск с новонабранными. В пехоте было введено разделение на полубригады (2500 человек с 6-ю четырёхфунтовыми пушками), общая численность пехоты превышала 600 тысяч; преобразования конницы довели её численность до 95 тысяч; в артиллерии осталось прежнее устройство и разделение. С этого года конница начинает сводиться в резервные корпуса. В пехоте по-прежнему в бою использовался рассыпной строй.
Распределение французских армий было следующее: Северная — 160 тысяч, занимала часть северных границ от Дюнкирхена до Мобёжа; Арденнская, 35 тысяч, между Филипвилем, Рокруа и Живе; Мозельская, 60 тысяч, стояла на восточном склоне Вогезских гор до реки Мозель и далее до Зарлуи, поддерживая связь с Рейнской армией (45 тысяч), которая охраняла пространство от Зарлуи до Рейна (до Мангейма); Верхне-Рейнская армия (48 тысяч) по Рейну до Базеля; против Италии — Италийская (55 тысяч) и Альпийская (40 тысяч); на пиренейской границе — Восточно-Пиренейская (70 тысяч) и Западно-Пиренейская (50 тысяч); наконец, гарнизоны крепостей и 80 тысяч солдат внутри государства, для охраны морских границ и внутренней службы.
Из союзников активнее других готовилась Англия, а Австрия и Пруссия ограничились доукомплектованием войск и добавлением немногочисленных новых частей. При этом прусские войска содержались за счёт Англии и Голландии. Войска германских княжеств были незначительны, разбросаны по всей союзной армии и из-за своей плохой организации приносили незначительную помощь. Общее число вооружённых сил коалиции на всех театрах доходило до 1 млн человек. Особых перемен в организации армий союзников и их боевом применении не отмечалось.

### Действия в Нидерландах в 1794 году
В начале 1794 года союзные войска располагались так: генерал Мелас прикрыл с 6 тысячами австрийцев Трир, генерал Болье (15 тысяч) стоял между Люксембургом и Намюром, Кауниц (14 тысяч) — у Монса с целью наблюдать за Филипвилем и Мобёжем и прикрыть Шарлеруа и Маас, Клерфе (25 тысяч) должен был защищать всё пространство от Валансьенна до Ньюпорта, где находился герцог Йоркский. Главнокомандующим был принц Кобургский, его генерал-квартирмейстером — Мак.
План союзников, составленный Маком, состоял в том, чтобы сначала взять крепость Ландреси, а затем через Сен-Кентен двинуться прямо на Париж. Французы, собрав до 200 тысяч (Северную армию под командованием Пишегрю, и Арденнскую — под командованием Шарбонье), планировали двинуться по рекам Самбре и Лис, ударить в оба фланга и в тыл противнику, затем сосредоточиться в Брабанте и возвратить потерянные в предыдущей кампании крепости.
17 апреля началось наступление союзников 9 колоннами. 18 апреля они взяли укреплённый лагерь под Ландреси и загнали французов в крепость, открыв по ней пушечный огонь. Французы, с целью скрыть свой план, с 18 по 26 апреля производили демонстративные атаки. 26 апреля при Троавиле в плен попал французский генерал Шапью, а вместе с ним — план французов. Союзники сразу же приняли меры для противодействия французской операции, но оказалось уже поздно. Пишегрю, после тщетных усилий освободить Ландреси, последнюю важную крепость по дороге в Париж, двинулся с Северной армией в Западную Фландрию. Сильные гарнизоны заняли Гиз, Сен-Кентен и Камбрэ. Шарбонье было приказано сосредоточить все свои войска на реке Самбре и тревожить левый фланг союзников с целью отвлечь их внимание от правого крыла.
30 апреля пал Ландреси, тем не менее Пишегрю продолжал обходное движение. Генерал Суам с 30 тысячами выступил из Лилля и взял Куртрэ, а генерал Моро с 20 тысячами — Менен. Все усилия Клерфе отстоять эти города и соединиться с герцогом Йоркским были неудачны. Тогда он поспешил в Тильт, чтобы прикрыть Гент. Принц Кобургский направился с большей частью армии в Турнэ (16 мая), а другая часть стала на реке Самбре.
17-18 мая под Туркуэном произошло сражение между примерно равными по силе французской армией Суама и австро-британской армией принца Кобургского и герцога Йоркского. Победу одержали французы.
Клерфе двинулся на помощь крепости Иперн, но 15 июня потерпел поражение при Гооглеце. 17 июня пал Иперн, и для Пишегрю открылся свободный путь в Голландию. В это самое время центр и левое крыло союзников были прикованы к реке Самбре. Здесь Журдан, командовавший Мозельской армией и усиленный 15 тысячами из Рейнской армии, 18 июня перешёл через реку Самбру и занял Шарлеруа. 26 июня Журдан встретился с союзниками при Флерюсе, где произошёл упорный бой. Победа уже склонялась в сторону австрийцев, но, получив сведения о падении Шарлеруа, они отступили в Нивель.
Движение Журдана к Самбре является искуснейшим манёвром первых революционных войн, и оно решило участь Нидерландов. Пишегрю взял Ньюпорт, Остенде и Брюгге, двинулся к Генту, оттеснил принца Кобургского до Брюсселя и разбил генерала Клерфе при Соанье 10 июля. Все завоёванные союзниками крепости вновь перешли в руки французов: Ландреси (15 июля), Кенуа (15 августа), Валансьенн (27 августа) и Конде (29 августа).
В Антверпене союзники также не смогли удержаться. Австрийцы 21 июля отступили до Люттиха, англичане и голландцы к Бреде. Сообщение между союзниками было прервано, и французы 24 июля заняли антверпенскую цитадель. 18 сентября Журдан разбил австрийцев при Апремоме и, прогнав их за Рейн, занял Аахен, Юлих, Кёльн и Бонн. Генерал Клебер осадил Маастрихт.
Пишегрю, взяв 24 августа крепость Слей, овладел Бредой и 14—15 сентября при Бокстеле и Гестели принудил герцога Йоркского отступить за реку Маас. Крепость Креквер сдалась 2 октября. Французы высадились на остров Боммель и одновременно начали осаду Венлоо, Граве и Нимвегена. 19 октября Пишегрю перешёл при Тефелене через реку Маас, немедленно атаковал правое крыло герцога, примыкавшее к Другетину и реке Ваал, разбил его и 20 октября угрожал уже основной части англо-голландской армии. Герцог Йоркский отступил к Арнштейну, и ничто уже не могло его побудить оказать помощь Нимвегену и Венлоо, которые 27 октября сдались.
Примененное испытанное голландцами оборонительное средство — наводнение, при сильнейших морозах на самом деле лишь облегчило продвижение французских колонн, которые получили возможность идти по льду. Французы, овладев всем островом Боммель, прорвали 27 декабря голландские линии у Бреды, перешли Ваал при Пандерне (январь 1795 года), пресекли сообщение голландцев с англичанами и, после занятия Амстердама и захвата вмёрзшего в лёд голландского флота, заставили Голландию заключить союз с Францией, дав ей название Батавской республики. Штатгальтер принц Оранский бежал в Англию, куда возвратился также и герцог Йоркский.

### Действия на Рейне в 1794 году
Ввиду событий в Нидерландах, действия на Рейне отошли на второй план. Здесь обе стороны заботились лишь о том, чтобы обеспечить и поддержать операции на главном театре. К тому же обе стороны распылили свои силы от Мозеля до швейцарской границы. В мае, после отправления Журдана в Нидерланды, в командование Мозельской армией (30 тысяч) вступил Моро, а Рейнской армией (36 тысяч) командовал Мишо. Этим силам союзники противопоставили: 85 тысяч (австрийцы, германские контингенты и эмигранты) герцога Альберта Саксен-Тешенского между Базелем и Мангеймом; 50 тысяч пруссаков и 5 тысяч саксонцев под командованием фельдмаршала Мёллендорфа, принявшего командование от герцога Брауншвейгского, у Майнца; 9 тысяч фельдмаршала Бланкенштейна (из состава Нидерландской австрийской армии) — у Трира.
Мёллендорф, как только выяснились условия договора с Англией, по которому Пруссии за 67 тысяч выставленных войск было выплачено 9 миллионов рублей, с 22 мая сумел вытеснить французов с позиций при Кайзерслаутерне и Моорлаутерне за реку Саар.
Французским армиям было приказано контратаковать армии коалиции, чтобы помешать австрийцам Габсбургам отправить подкрепления на критический северный фронт в Австрийских Нидерландах. В начале и середине июля соединённые Рейнская и Мозельская армии после двух наступлений выгнали противника с позиций при Трипштадте и Шенцеле. Это заставило Мёллендорфа отойти к Кайзерслаутерну, где он продержался два дня, а затем 16 июля отступил с гор и утвердиться в Альцае, Франкентале и Вормсе. Эта победа дала французам контроль над горными перевалами через нижние Вогезы. Австрийцы у Мангейма отступили за Рейн и очистили левый берег. 9 августа Мозельская армия двинулась к Триру, разбила там соединения австрийцев и пруссаков, взяла город и осадила крепость Люксембург.
В середине сентября пруссаки атаковали ослабленные французские силы на северо-восточной границе и вновь заняли Кайзерслаутерн. Французы вернулись, и бои продолжались, пока австрийцы не покинули Нидерланды и не отошли к Рейну в Кобленце. Поскольку их северный фланг оказался теперь опасно уязвимым, коалиционные армии в Верхнем Рейне отошли на восток, к укреплённому городу Майнц.
Коалиция впала в кризис, когда Пруссия пригрозила перебросить большую часть своих солдат к польской границе. 25 октября оно расторгло Гаагский договор 19 апреля 1794 года, по которому Великобритания и Нидерланды обязались поддерживать Пруссию субсидиями. Поэтому Пруссия считала защиту своих интересов во время последнего раздела Польши более важной, чем война на Западе.
Крепости Рейнфельс (2 ноября) и Рейншанц (24 декабря) сдались без сопротивления. Майнц остался единственным пунктом, занятым союзниками на левом берегу Рейна. Этим закончились боевые действия между Францией и Пруссией, которая 5 апреля 1795 года заключила с Францией Базельский мир, передав ей все владения по левому берегу Рейна

### Действия в Испании в 1794 году
Боевые действия на Пиренейском театре начались значительно позже. Действия обеих сторон не отличались решительностью и не имели влияния на события других театров. В целом успех склонялся на сторону Франции.
В начале 1794 года к французам подошли подкрепления, и главнокомандующим Восточно-Пиренейской армией был назначен генерал Дюгомье, а Западно-Пиренейская — вверена генералу Мюлле́ру, сменившему Сервана. Дюгомье тотчас же перешёл в наступление и 1 мая 1794 года в битве при Булу разбил Ла-Униона, имея одинаковые силы с противником (20 тысяч). Ла-Унион потерял 2 тысячи человек убитыми и ранеными, 11,5 тысяч пленными и 140 орудий; Дюгомье — 1 тысячу человек убитыми и ранеными. Отбросив Ла-Униона к границам Каталонии, французы последовательно овладели Портеллой, Колиуром, Сен-Эльмо и Порт-Вандром, так что к концу июля Пиренейская граница Франции оказалась очищенной от неприятеля.
На западных Пиренеях Мюлле́р действовал с не меньшим успехом, сначала против Каро, а после — против его преемника, неаполитанского наместника Каломера. Он овладел Веро, Уарзуном, Толозой, Фуэнтарабией (2 августа) и Сан-Себастьяном (4 августа).
Между тем, Конвент приказал своим полководцам перенести войну на территорию Испании. Дюгомье приступил к осаде Белльгарда, но ещё до падения крепости генерал Ожеро 13 августа нанёс поражение Ла-Униону при Сен-Лоренцо-де-Муга. Испанцы потеряли 1400 человек убитыми и ранеными, а французы — 800 человек. После сдачи Белльгарда 18 сентября Ла-Унион отошёл к Фигуэрасу и занял позицию перед этой крепостью за рекой Монга. Разбив испанский авангард при Террадасе, Дюгомье 17 ноября начал атаку укреплённой позиции Ла-Униона, имея всего 35 тысяч человек против 50 тысяч. После 3-дневного ожесточённого сражения у Монтань-Нуар (17—20 ноября), в котором пали оба главнокомандующих, французы штурмом взяли неприятельскую позицию, отбросив испанцев к Героне. Вслед за тем преемник Дюгомье, генерал Периньон, осадил Фигуэрас, который сдался 27 ноября.
На Западно-Пиренейском театре генерал Монси, сменивший Мюлле́ра, продолжал действовать наступательно против испанского генерала, принца Кастель-Франко, занявшего укреплённую линию Мондрагон — Памплона. По тропинкам Наваррских гор Монси обошёл правый фланг испанских сил и, спустившись в долину Ронсеваль, у Вискаретты прорвал неприятельский центр, вследствие чего Кастель-Франко отошёл к Памплоне. Потерпев поражение под стенами этой крепости, французский генерал отступил к Толозе и в долину Бастан. 17 декабря у Орбаисеты (близ Памплоны) Монси разбил Оссуну, но эта победа никаких последствий не имела, и испанцы снова заняли прежние позиции.
Тем временем, Периньон вторгся в Каталонию, а генерал Соре вынудил Искиердо сдать осаждённую с 21 ноября крепость Розас (3 февраля 1795 года). Но экспедиция Периньона в Сердань и к реке Флувии благодаря мерам, принятым новым испанским главнокомандующим, Уррутия, окончилась неудачей, после чего Периньон расположился лагерем у Фигуэраса и Пюисерды.

### Действия на других театрах в 1794 году
Против французских армий — Итальянской генерала Дюмербиона и Альпийской Дюма, назначенного вместо Келлермана — на итальянском театре находились 40 тысяч пьемонтцев и австрийцев. Французы уже в марте перешли в наступление. Из Ниццы 5 апреля они двинулись через Генуэзскую область, заняли Онелью и 16 апреля разбили австрийского генерала при Чеве. Затем, 28 апреля, они вторглись в Пьемонт, но появление в войсках эпидемических болезней и прибытие английского флота в Генуэзский залив вынудили французов отступить. В этом походе бригадный генерал Бонапарт занимал должность начальника артиллерии Итальянской армии. Альпийская армия, также изнурённая болезнями, сохранила свои позиции в Савойе.
В сентябре французы, сосредоточившись на генуэзской границе при Лимоне и Тенде, внезапно вновь двинулись 3 колоннами в Генуэзскую область, заняли Савону, Вадо (24 сентября), Финале и расположились на зимних квартирах при Ормее и Гарессио. Напуганный этими успехами, герцог Тосканский заключил мир, согласно которому признал Французскую республику и заплатил 1 млн франков, за что его владения были признаны нейтральными (15 февраля 1795 года).

### Действия на море в 1794 году
В 1793 году во Франции произошёл неурожай, а получить хлеб от соседей было нельзя, так как со всеми ними она вела войну. Поэтому хлеб был куплен в Соединённых Штатах, и 11 апреля 1794 года из Чесапикского залива вышел караван из 130 коммерческих судов под конвоем 2 линейных кораблей и 3 фрегатов под командованием контр-адмирала Ван-Стабеля. 10 апреля из Бреста навстречу им вышел контр-адмирал Нилли с 5 линейными кораблями и расположился в 100 милях к западу от острова Бель-Иль, выслав вперёд по разным направлениям мелкие суда для встречи каравана. Кроме того, был мобилизован весь наличный флот в Бресте. 16 мая оттуда вышел адмирал Вилларе-Жуайёз с 25 линейными кораблями. Франции грозил голод, а потому всеми операциями французов на море в этот период руководили соображения о благополучном проходе хлебного каравана, в то время как главной задачей английского флота было этому помешать. Вилларе должен был соединиться с Нилли и уклоняться от боя с англичанами, если они не будут непосредственно угрожать каравану.
В Англии знали о французском караване, и лучшим способом помешать ему прийти во Францию было захватить его у берегов Соединённых Штатов. Вследствие неготовности эскадры, адмирал Хау вышел из Портсмута с 34 линейными кораблями и 15 разведчиками только 2 мая, причём он ещё должен был сопроводить в океан 140 торговых судов, направлявшихся в Америку и Ост-Индию. У мыса Лизард он отправил с ними адмирала Монтегю с 6 линейными кораблями, который, доведя торговые суда до мыса Финистерре, должен был курсировать в Бискайском заливе на предполагаемом пути каравана, а сам направился к острову Уэсcан, чтобы собрать сведения об эскадре Вилларе. Удостоверившись, что тот стоит на рейде, Хау тоже начал курсировать в Бискайском заливе. 19 мая он получил известие о выходе Вилларе и о нахождении в море отряда Нилли.
Так как со времени выхода Вилларе, который, очевидно, имел задачу соединиться с Нилли, прошло уже 3 дня, надеяться помешать этому соединению было нельзя, и важно было присоединить к себе Монтегю. Вместе с тем, погоня за Вилларе могла отвлечь Хау от каравана, а задача Вилларе могла состоять именно в этом. При такой обстановке лучшим выходом для Хау было сосредоточить свои силы и курсировать между Рошфором и Брестом — крайними пунктами назначения каравана, рассылая по различным направлениям разведчиков. Вместо этого Хау, узнав от встречных торговых судов о районе нахождения Вилларе, погнался за ним и настиг его 28 мая на расстоянии 400 миль к западу от острова Уэсcан. Вилларе начал отступать, взяв курс на северо-запад, расходящийся с маршрутом каравана, а Хау последовал за ним.
28 и 29 мая произошли стычки, в результате которых 1 английский корабль и 4 французских выбыли из строя и были отправлены в свои порты. Но 30 мая к Вилларе присоединился Нилли, и у него оказалось 26 линейных кораблей против 25 английских. Густой туман помешал сражению, которое произошло только 1 июня. Французский флот был разбит, и англичане захватили 6 кораблей, но отсутствие Монтегю не позволило Хау добить французов, и он вынужден был уйти в Портсмут для ремонта, куда прибыл 13 июня. Вилларе пришёл в Брест 11 июня. Это было первое последствие стратегической ошибки Хау, а второе состояло в том, что хлебный караван прошёл 30 мая как раз через тот участок моря, где Хау догнал Вилларе 28 мая. 12 июня караван благополучно прибыл в Брест. Монтегю, хотя и получил сведения о выходе Вилларе и о том, что Хау за ним погнался, не сделал попытки к нему присоединиться, а опасаясь встречи с превосходящими силами французов, ушёл в Англию и 30 мая прибыл в Плимут.
Дела французов в 1794 году на Средиземном море из-за слабости их флота, половина которого была уничтожена в Тулоне, были плохи. Задача английского флота состояла в поддержке сухопутных операций противников Франции в узкой береговой полосе между Альпами, Апеннинами и морем и в оказании давления на различные итальянские государства, а в случае нужды — и помощи им. Для этого английскому флоту непременно нужна была база вблизи итальянских берегов, и когда в декабре 1793 года англичанам пришлось оставить Тулон, они наметили для этой цели остров Корсика, северные гавани которого — Кальви, Сен-Флоран и Бастия — в полной мере удовлетворяли этим условиям. Этот план являлся исполнимым, так как внутри острова в полном разгаре происходило восстание против французов, которые только и удерживались в северной его части, имея гарнизоны в перечисленных трёх портах. После оставления Тулона, эскадра Худа, в которой находился и английский гражданский комиссар сэр Эллиот, назначенный для управления Тулоном, перешла на Гиерский рейд. В январе 1794 года Эллиот отправился на Корсику, где связался с восставшими, а 7 февраля английская эскадра овладела Сен-Флораном. 3 апреля Худ осадил Бастию и вынудил её к сдаче 21 мая. 19 июня был осаждён Кальви, а 10 августа сдался и он. 19 июня корсиканцы предложили корону Корсики английскому королю, который её принял и назначил Эллиота вице-королём. Французы со своей стороны, сосредоточили армию из 18 000 человек в Тулоне, чтобы перевести их для операций против Корсики, но слабость флота связывала их по рукам и ногам. Это привело их к стремлению перевести в Средиземное море часть Северного флота, где на воде и в постройке было 44 линейных корабля.

### Итоги кампании 1794 года
В результате кампании 1794 года успех всё более склонялся на сторону французской армии, и французы, приобретая всё больший боевой опыт, перешли от пассивной обороны сначала к активной, расширяя свои границы, а затем к концу третьего года войны к решительному наступлению. Главными и важнейшими причинами этого были необыкновенные энергия, решимость, единство и согласие действий французского правительства. Несмотря на то, что французские войска не были так хорошо устроены, как коалиционные, и французские военачальники действовали так же, как и предводители союзных войск, то есть по правилам кордонной системы, превосходство энергии и проявление необыкновенной нравственной силы давало французам перевес. Союзники покинули Нидерланды, а вследствие этого и весь левый берег Рейна от моря до Бабеля. Таким образом, Франция достигла того, чего не мог достигнуть Людовик XIV в течение 45 лет войн во время своего царствования. На прочих театрах перевес был на стороне французов, и союзники постепенно стали покидать коалицию.

## Кампания 1795 года
Перед открытием военных действий политические отношения держав, принимавших в них участие, совершенно изменились. Успехи французского оружия в предыдущем году нанесли сильный удар коалиции и заставили участников подумать о собственной безопасности. Из всей коалиции в войне оставались лишь Англия, Австрия, Испания и несколько мелких германских и итальянских владетелей. Исключая первых двух, остальные ждали только малейшего предлога, чтобы заключить мир с Францией. Военные успехи и приобретения, сделанные Францией, однако, не исправили её внутренние расстройства во всех областях. Военные силы Республики значительно сократились: с прекращением террора меры, употреблявшиеся при наборе в войска, оказались недейственными, вследствие чего к августу 1795 года общее количество войск составляло не более 570 тысяч (против миллиона в сентябре 1794 года).
Эти силы были распределены следующим образом: Северная армия Моро, около 135 тысяч человек — в Голландии; Самбро-Маасская Журдана, около 170 тысяч — по Рейну от Клеве до Кобленца; Рейно-Мозельская Пишегрю, около 190 тысяч человек — также по Рейну от Майнца до Базеля; Альпийская де Муленя, около 50 тысяч человек; Италийская Келлермана, около 30 тысяч; Восточно-Пиренейская Шерера, около 80 тысяч; Западно-Пиренейская Монси, около 75 тысяч и, наконец, Западная генерала Канкло, около 70 тысяч, для действий в Вандее.
Союзники также приняли меры для усиления армий. После отделения от коалиции Пруссии осталось 180 тысяч, разделённых на 2 армии — Клерфе и Вурмзера; обе занимали правый берег Рейна от Везеля до Базеля. В Италии австрийцы (30 тысяч) находились между Тортоной и Асти, а сардинские войска (40 тысяч) — между Мондови и Кони. Испания выставила 2 армии: каталонская (35 тысяч) герцога Уруттиа стала около Сен-Эстевани и в Серданье; наваррская (30 тысяч) князя Кастельфранко прикрывала одной частью границу Наварры, а другой — Бискайи. План французов состоял в наступлении на всех фронтах, более или менее деятельном, смотря по средствам и обстоятельствам. На Рейне, который теперь стал главным театром, французы намеревались после взятия Люксембурга перейти на правый берег, овладеть Майнцем и, опираясь на него, продолжить наступление. Австрийцы также предполагали действовать наступательно: захватить Люксембург и заставить снять осаду Майнца, а затем, опираясь на эти пункты, отнять у французов Бельгию. В Италии предполагалось вытеснить французов из Савойи и графства Ниццского.

### Действия на Рейне в 1795 году
Конец 1794 — первая половина 1795 года прошли в блокировании французами крепости Люксембург, которая сдалась 7 июля. Военные действия активизировались лишь в первой половине августа. К этому времени союзники занимали следующее положение: армия Клерфе находилась на правом берегу Рейна, от Крефельда до Филиппсбурга; армия Вурмзера — от Филиппсбурга до Мюльгейма. С целью занять всю эту линию протяжённостью 450 километров, обе армии раздробились: на правом фланге между реками Ангербах и Виппер — корпус графа Эрбаха (11 тысяч); между реками Виппер и Зиг — принц Вюртембергский (91 тысяча); между реками Зиг и Лан — генерал Вартенслебен (14 тысяч человек), имея главные силы в Нейвиде; между реками Майн и Лан 8 тысяч; между Майном и Неккаром 19 тысяч; левее него ещё 15 тысяч человек; армия Вурмзера была сосредоточена в лагерях при Мюльгейме, Кроцингене и Фрейбурге.
Французы готовились к переходу через Рейн. Журдан приказал собрать транспортные средства на нижнем Рейне и выказал намерение переправиться у Урдингена, Дюссельдорфа, Нейвида и Кобленца, отвлекая этим внимание от цели наступления в окрестностях Дуйсбурга (Дёсбург, ниже Крефельда). Пишегрю перенёс свой штаб в Ней-Бризак, а позднее в Гюнинген, и также готовился к переправе и осаде Майнца. Однако переход армии через большую реку под огнём австрийских батарей представлял большие затруднения. Поэтому французы решили нарушить нейтралитет, двинуться через демаркационную линию и, обойдя таким образом правое крыло союзников, угрожать их тылу. С этой целью, по приказанию Журдана, дивизия Лефевра, переправившись на судах через Рейн при Эйхелькампе, двинулась вверх по Рейну к реке Ангербах, а затем к Мюндельгейму около Дуйсбурга, угрожая тылу всей оборонительной линии. Одновременно Шампионне (10 тысяч) перешёл Рейн при Гамме, направляясь к Дюссельдорфу, который капитулировал. Наконец, дивизия Гренье переправилась близ Мюндельгейма и не встретила никакого сопротивления. Остальные войска левого крыла перешли Рейн по плавучему мосту, и Журдан двинулся с ними вверх к реке Зиг. Противник поспешил очистить весь фронт, кордонная линия была сбита одним ударом. Отряд Эрбаха направился на Зиген для соединения в Укерате с принцем Вюртембергским, отступавшим через Зигбург на Альтенкирхен. Вартенслебен, очистив позицию при Нейвиде, отступил за реку Лан, где 16 сентября соединились все 3 упомянутых отряда. Клерфе с остальными войсками прибыл туда же и, заняв левый берег Лана от Рейна до Вильбурга, предполагал здесь дать отпор Журдану. С отступлением Вартенслебена переправа у Нейвида сделалась свободной, и всё правое крыло армии Журдана тотчас же перешло на правый берег Рейна и присоединилось к Журдану, который 19 сентября с 71 тысячей человек достиг правого берега Лана. 21 сентября Журдан перешёл реку Лан ниже Лимбурга. Австрийцы отступали. Этому обстоятельству, кроме того, помогли действия Пишегрю. Он получил приказание перейти Рейн при Мангейме и взять эту крепость. Едва он подошёл, как последняя капитулировала 20 сентября. Благодаря этому, французы приобрели надёжный опорный пункт и вынудили союзников к скорейшему отступлению. Кроме того, захватив Гейдельберг с главными австрийскими магазинами и складами, они достигли того, что соединение армий Вурмзера и Клерфе в долине Рейна стало уже невозможным.
Это блестящее начало обещало французам решительные успехи, но вследствие измены Пишегрю после занятия Мангейма и Гейдельберга, союзники получили возможность принять решительные меры для оттеснения французских армий обратно на левый берег Рейна. Пишегрю, вместо того, чтобы сосредоточенными силами направиться против раздробленных частей союзников, ограничился выдвижением двух дивизий к реке Неккар. Клерфе, спешивший в Гейдельберг на помощь Квоздановичу, атаковал их и заставил занять позицию на левом берегу Неккара. В произошедшем здесь 24 сентября сражении при Гандшусгейме французы были разбиты, оставили Гейдельберг и отступили к Мангейму. Сообщение между Клерфе и Вурмзером было восстановлено, а прибытие Вурмзера со значительными силами отклонило опасность, угрожавшую союзникам.
Журдан 23 сентября двинулся за австрийской армией к Майну и занял его правый берег от устья до Гехста (ниже Франкфурта). Однако положение Журдана было тяжёлое: вследствие отсутствия понтонов перейти Майн он не мог. В то же время он испытывал огромные трудности вследствие недостатка продовольствия и упадка дисциплины. Австрийцы 10 октября перешли против Журдана в наступление, оттеснили его и заставили перейти на левый берег Рейна, на котором Самбро-Маасская армия растянулась от Кобленца до Дюссельдорфа. Клерфе, убедясь, что Журдан ему не опасен, двинулся с главными силами из Вейльмюнстера через Виккерт и 27 октября явился совершенно неожиданно для французов под Майнцем и атаковал их силы, блокировавшие крепость. Правый фланг французской контрвалационной линии был обойдён, и французы с поспешностью и в беспорядке отступили. Австрийцы преследовали слабо и дали возможность французам перегруппироваться. 31 октября французы собрались на правом берегу реки Фрим, куда Пишегрю направил свободные войска из Мангейма, всего до 37 тысяч.
В это время Вурмзер двинулся к Мангейму, отбросил французов в крепость и занял пространство между реками Неккар и Рейн. Генерал Удино был взят в плен. Однако, Вурмзер не мог приступить к осаде Мангейма, пока Пишегрю не был оттеснён от реки Фрим. Эту задачу взял на себя Клерфе, к которому Вурмзер отправил подкрепление (14 батальонов, 40 эскадронов) под командованием Латура. Последний перешёл при Гернсгейме на левый берег Рейна и присоединился к Клерфе, который в это время находился между Альцеем и Гернсгеймом. Австрийцы перешли в наступление 10 ноября, несколько раз атаковали французов, после чего Пишегрю 15 ноября отступил сперва за реку Шпейербах, а на другой день за реку Квейх. Преследуя их, австрийцы дошли до реки Шпейербах и заняли Кайзерслаутерн, Гомбург и Цвейбрюкен. 22 ноября сдался Мангейм. Журдан после своего отступления за Рейн, согласно приказам Директории, оставался в бездействии и только во второй половине ноября ему было велено действовать по своему усмотрению. Журдан пытался было перейти в наступление к Мозелю через укреплённый лагерь Трирбах. Суровое время года и изнурение войск заставило австрийцев предложить перемирие, которое и было заключено обеими сторонами 1 января 1796 года.

### Действия в Италии в 1795 году
Перед открытием военных действий в Италии, австро-сардинская армия составляла около 70 тысяч человек (австрийцев — 30 тысяч), но, за исключением гарнизонов и больных, под ружьём находилось не более 50 тысяч человек. В середине мая эти войска были распределены следующим образом: австрийцы (20 батальонов, 10 эскадронов) барона Де-Вень стояли по квартирам между Тортоной и Асти; вспомогательный австрийский корпус и 15 тысяч пьемонтских войск генерала Колли — между Мондови и Кони; 15 тысяч пьемонтцев герцога Аостского — по левому берегу реки Стуры, занимали все выходы из Альп, через которые французы могли вторгнуться в Пьемонт с запада.
Французы имели под командованием Келлермана 2 армии: Италийская (30 тысяч) занимала линию от Вадо (на берегу моря) через Сан-Джакомо, Гарессио, Ормеа до проходов Тендского и Фенестры; Альпийская (15 тысяч) занимала все отнятые в предыдущем году проходы через Альпы, от Аржантьерского до Сен-Бернара. Положение французских войск было бедственное: недостаток продовольствия, одежды, жалованья и эпидемические болезни довели их численность до 30 тысяч.
Союзники имели целью вытеснить французов из Савойи и графства Ниццского, для чего сначала проникнуть в Генуэзскую Ривьеру. Успешные действия союзников угрожали отрезать французам сообщение с Генуей сухопутным путём, а английский флот мог бы содействовать в вытеснении французов из Приморских Альп. Французское правительство, беспрестанно извещаемое о слабости и расстройстве армий, приказало Келлерману обороняться и, в крайнем случае, разрешало даже оставить графство Ниццское. На западной границе Пьемонта происходили незначительные боевые действия, которые в сентябре вовсе прекратились, и войска обеих сторон остались на прежних позициях.
Большее значение имели действия Итальянской армии против де-Вень и Колли. Первое наступление союзников произошло в середине июня. Келлерман вынужден был до подхода подкреплений ограничиться обороной Генуэзской Ривьеры. Ввиду этого Итальянская армия заняла правым крылом Боргетто, центром — Ормеа, а левое крыло по-прежнему находилось в Тендском проходе. Австрийцы не преследовали и расположились почти в виду французов. В этом положении союзники оставались в бездействии 2 месяца, надеясь голодом заставить французов очистить Ривьеру.
В конце августа к Итальянской армии прибыли подкрепления: 10 тысяч с Рейна и большая часть Западно-Пиренейской армии Шерера, которому было поручено командовать Итальянской армией, из Испании после заключения с ней мира. В середине сентября военные действия возобновились, но ограничились небольшими стычками, не имевшими влияния на ход войны.
Во второй половине ноября Шерер предпринял общее наступление. Стянув войска в долину реки Танаро, он направил 3 колонны: Серюрье (7 тысяч) атаковал пьемонтцев при Сен-Бернаре и по левому берегу Танаро; Массене (13 тысяч человек) было приказано вытеснить из Бердинето генерала Аржанто и прервать связь между левым крылом австрийцев и корпусом Колли, против которого был направлен Ожеро с остальными войсками. Все атаки Серюрье были безуспешны. Массене же, напротив, удалось отбросить Аржанто за реку Бормида. Ожеро после многократных атак овладел Лоано. Австрийцы 23 ноября отступили к Финале, где их армия была разделена на 2 колонны: одна из них 29 ноября дошла до Акви, а другая направилась к Дего, где соединилась с отрядом Аржанто, отступавшим от Бормиды.
Массена и Ожеро преследовали австрийцев, а Серюрье, получив от Шерера 5 тысяч подкреплений, снова атаковал пьемонтцев, которые, ничего не зная о поражении левого крыла и центра, продолжали оборонять позиции при Сен-Бернар и Гарессио. Пьемонтцы после упорного боя оставили обе позиции и отступили к Чева. По причине наступления зимы и ввиду изнурения войск, Шерер прекратил боевые действия, но, желая подготовить плацдарм к следующему году, занял все проходы через Апеннинский хребет. Однако, в 1796 году ему пришлось уступить командование Бонапарту. Войска Шерера были расположены по квартирам при Савоне, Сан-Джакомо, в долинах рек Танаро и Бормиды и при Финале. Союзники расположились от Савильяно до Чевы, между Акви, Александрией и Тортоной, а также по левому берегу По от Павии до Кремоны.

### Действия в Испании в 1795 году
Действия в Испании и в этом году не отличались решительностью и оказали влияние на общий ход войны только тем, что после заключения 5 августа мира с Испанией, Франция могла послать подкрепления в Италию.
Генерал Шерер, сменивший Периньона, действовал крайне неудачно и 14 июня 1795 года при Баскаре потерпел поражение от Урути. Вслед за тем пала и Пюисерда (26 июля), взятая Куэстой. Только Монсей, несмотря на неудачи под Памплоной, действовал успешно: 6 июля он разбил испанцев при Ирулзуне и Ормеи, 17 июля овладел Бильбао, а 24 июля Витторией.
В это время пришло известие о заключении Базельского мира (подписан 22 июля 1795 года), по которому Конвент возвратил Испании все свои завоевания, кроме испанской части острова Санто-Доминго.

### Действия на море в 1795 году
В январе 1795 года французы заняли Голландию, которая стала называться Батавской республикой и стала союзницей Франции. Кроме того, весь нидерландский флот был 23 января 1795 года захвачен генералом де Винтером в Ден-Хелдере. Это заставило Англию отделить часть эскадры Канала для действий против голландского флота и увеличило для неё военные расходы, так как до этих пор она вместе с голландцами поддерживала субсидиями ведение войны на суше против Франции. Но Англия, пользуясь слабостью своих противников на море, компенсировала расходы за счёт голландской морской торговли и колоний.
В конце 1794 года адмирал Вилларе получил приказание выйти с 35 кораблями из Бреста и, дойдя до мыса Финистерре, отправить в Средиземное море 6 кораблей. «Комитет общественной безопасности», совершенно невежественный в морском деле, не принял никаких возражений о полной невозможности для дезорганизованного и плохо снабжаемого флота плавания в зимнее время. 24 декабря Вилларе вышел из Бреста. Ещё при выходе потерпел крушение один корабль, а во время страшного шторма 1 января 1795 года погибло ещё 4 корабля, и эскадра была приведена в такое плачевное состояние, что ей пришлось возвратиться в Брест, причём часть кораблей была разбросана штормом по другим портам.
Адмирал Хау был противником тесной блокады неприятельских портов и считал, что постоянное крейсирование, в особенности в зимнее время, ослабляет флот. Поэтому англичан не было возле Бреста, и Хау, получив сведения о движении французов, вышел из Портсмута только 14 февраля, тогда как к 1 февраля французы уже были в своих портах, и случай уничтожить дезорганизованный и приведённый штормом почти в беспомощное состояние флот противника был упущен. Узнав о возвращении французов, Хау также направился в Портсмут.
А между тем, 22 февраля, 6 кораблей под командованием адмирала Ренодена вышли из Бреста и на этот раз благополучно добрались до Средиземного моря. Однако, французы не дождались его прихода в Тулон, и 2 марта 1795 года адмирал Мартен вышел оттуда с 15 кораблями и фрегатами, подойдя 7 марта к мысу Корсо.
В это время английская эскадра, которая состояла теперь из 14 кораблей под командованием адмирала Хотэма, сменившего адмирала Худа, находилась в Ливорно, куда зашла для снабжения после долгого и тяжёлого крейсирования. В Сен-Флоране был оставлен ремонтировавшийся там линейный корабль, который, идя в Ливорно на присоединение к флоту, встретил у мыса Корсо французов и был ими захвачен.
Узнав о выходе неприятеля в море, Хотэм 9 марта погнался за ним. 13 и 14 марта у мыса Ноли ему удалось вступить с французами в бой, в результате которого англичане захватили 2 корабля. Адмирал Хотэм удовольствовался этим и не стал преследовать французов, и те ушли в Тулон.
Непогода заставила его зайти в Специю, причём Хотэм потерял один корабль, после чего эскадра направилась в Сен-Флоран. Как раз в это время в Средиземное море вошёл адмирал Реноден и 4 апреля благополучно прибыл в Тулон. Преимущество в численности теперь было на стороне французов, которые могли выставить 20 кораблей против 13 английских. Хотэм ожидал подкреплений, и для французов настал лучший момент, чтобы разбить противника по частям. Но как раз в это время в Тулоне начался мятеж якобинцев, в результате чего флот оказался заблокирован. До подавления восстания прошло 2 месяца, и лишь 7 июня адмирал Мартен вышел в море с 19 кораблями и с большой нехваткой команды, разбежавшейся во время беспорядков. Момент был упущен, так как 27 апреля к Хотэму прибыл караван с припасами, а 14 июня около Менорки к нему присоединился контр-адмирал Манн с 9 линейными кораблями.
Адмирал Мартен между тем крейсировал у берегов Генуэзского залива, где погнался за небольшим английским отрядом под командованием адмирала Нельсона, который был направлен Хотэмом для содействия австрийской армии. Подойдя к Сен-Флорану и увидав там многочисленный английский флот, он поспешно отступил, и погнавшийся за ним Хотэм настиг его только 13 июля у самого Гиерского рейда, так что англичанам удалось захватить лишь один отставший корабль.
Так же плохо шли дела французов и на севере. Французская эскадра из 3 линейных кораблей, конвоируя большой караван каботажных торговых судов, шедших из Бордо, была настигнута 8 июня английским флотом из 5 линейных кораблей под командованием адмирала Корнуоллиса, который захватил 8 торговых судов. Узнав об этом, адмирал Вилларе вышел из Бреста с 9 линейными кораблями и, соединившись с вышеупомянутыми тремя, погнался за Корнуоллисом и нагнал его 17 июня, но не смог принудить к бою и прекратил преследование.
12 июня из Портсмута вышла эскадра Канала в количестве 14 кораблей под командованием адмирала Бриджпорта. 22 июня он встретил Вилларе, который, в свою очередь, начал отступать к Лориану. 23 июня на небольшом расстоянии от острова Груа англичане завладели тремя отставшими кораблями, причём Бриджпорта обвиняли в том, что он упустил случай захватить всю эскадру Вилларе.
Все эти неудачи, как на севере, так и в Средиземном море, привели французов к решению не направлять в море свой линейный флот и ограничиться крейсерской войной. Снабжение флота было крайне затруднительно, так как корабельные материалы шли главным образом из Балтики и с Корсики, а оба пути были в руках англичан. Кроме того, Англия заключила оборонительный союз с Россией. С целью крейсерской войны и нападения на колонии, из остатков Тулонской эскадры, с которой после сражения 13 июня дезертировало большинство матросов, было с большим трудом изготовлено к плаванию 7 кораблей и 8 фрегатов. 6 кораблей и 3 фрегата из них под командованием адмирала Ришери вышли 14 сентября из Тулона с назначением идти в Северную Америку, а остальные под командованием капитана Гантома направились к Леванту. Это была вина Хотэма, который бездеятельно блокировал Тулон. Узнав 22 сентября о выходе Ришери в море, он лишь 5 октября послал в погоню контр-адмирала Манна с 6 кораблями. Но Ришери уже успел пройти Гибралтар, и 7 октября нагнал караван торговых судов, шедший из Леванта, под конвоем 3 линейных кораблей. Ришери удалось завладеть одним из боевых кораблей и всем караваном, который он решил отвести в Кадис, так как ещё 22 июля Франция заключила с Испанией мир, но там он оказался заблокирован Манном.

### Итоги кампании 1795 года
Политические и военные результаты кампании 1794 года подготовили для Республики благоприятную обстановку к началу 1795 года, которой Франция и воспользовалась. Французы упредили союзников на главном театре войны — Рейне, успешно направили армии Журдана и Пишегрю на правый берег нижнего и среднего Рейна, захватили в свои руки инициативу и сразу же поставили союзников в тяжёлое положение. Но в дальнейшем, отсутствие единства и согласованности в действиях обеих армий, а главное ошибки Пишегрю, разрушили надежды на успех. Тем не менее, этот, хоть и неудачный, опыт перенесения военных действий на правый берег Рейна имел то преимущество, что Франция из стороны оборонявшейся обратилась в наступающую и открыла путь для дальнейших наступательных действий в Германии. Этот важный перелом в войне, совершившийся в 1795 году, заканчивает первый акт войн Франции с коалицией, а далее начинается другой, имеющий уже совершенно иной, более интересный и поучительный характер.

## Кампания 1796 года

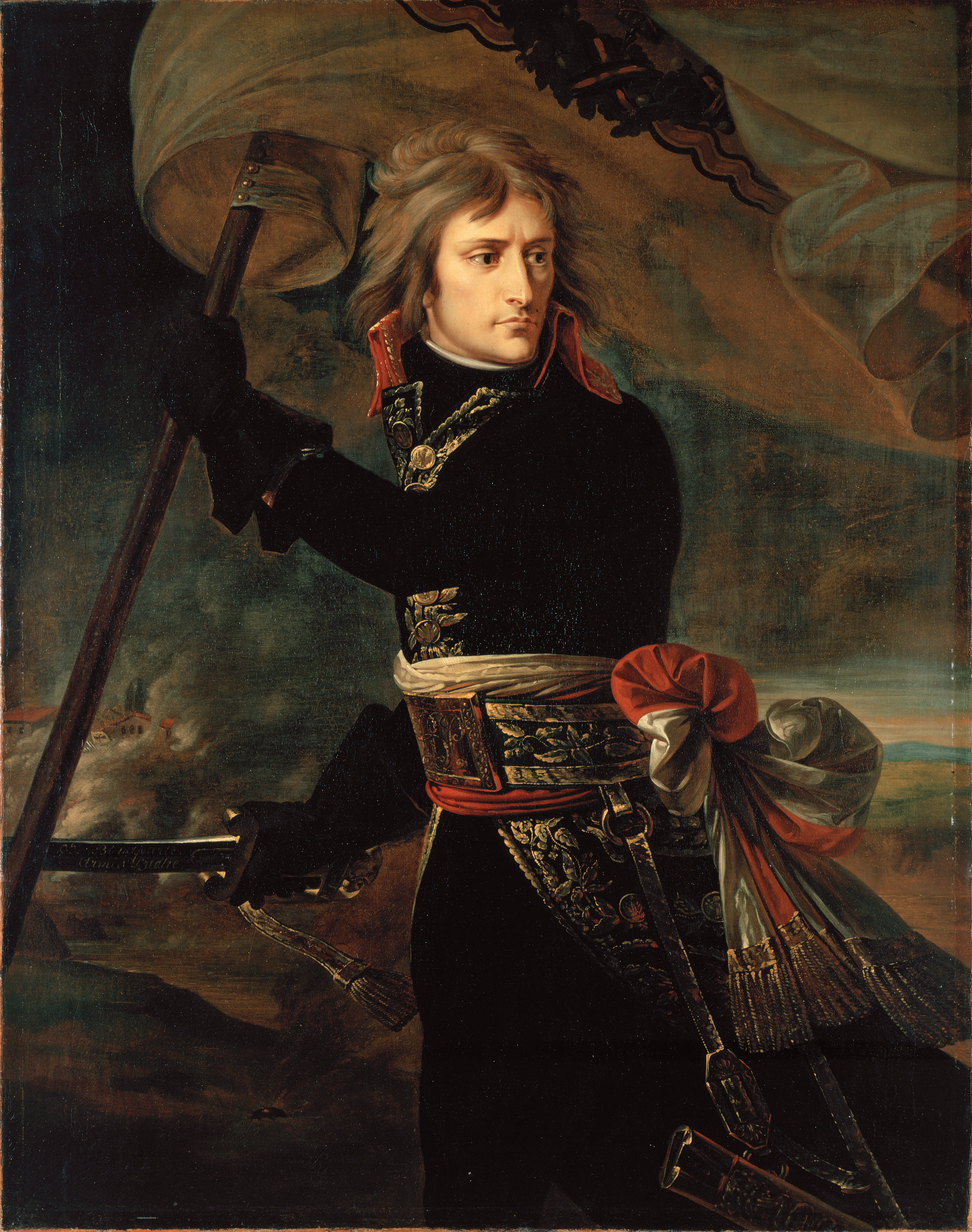
Наполеон на Аркольском мосту (Гро, Антуан)

Политическая обстановка перед началом кампании изменилась мало: отношения Франции почти со всеми европейскими державами были большей частью неприязненные. Лишь Пруссия и Испания, согласно Базельским договорам, находились на стороне Республики. Австрия, хотя и желала мира, но, убедившись, что нет надежды на скорое прекращение войны, была готова продолжить борьбу и 28 сентября 1795 года вступила в союз с Россией, Англией, королём неаполитанским и другими итальянским владетелями. Англия, опасаясь союза Франции с Пруссией и Испанией, всеми мерами возбуждала войну против Франции, направляя союзникам щедрые денежные субсидии. Россия не могла принять деятельное участие в войне, а вся её помощь выразилась в отправке нескольких кораблей в Северное море. Короли неаполитанский и сардинский вступили в союз с Австрией и Англией и обещали выставить вспомогательные войска. Прочие же государства северной Италии, хотя и не принимали открытое участие в войне, но втайне более благоприятствовали Австрии. Швейцария, терзаемая внутренними смутами, признала Французскую Республику и соблюдала нейтралитет. В Голландии установилось республиканское правление, которое поддерживала французская армия генерала Бернонвиля.
Внутри Франции волнения не прекращались, финансы были в полнейшем расстройстве, ассигнации, выпущенные в предыдущих годах, не имели никакой цены, а все меры к улучшению экономического положения не достигали цели. Директория прибегла к принудительному внутреннему займу в 600 млн франков. Эти средства были направлены на армию, которая находилась в бедственном положении. Артиллерия и конница почти не имели лошадей; в пехоте из-за нехватки обмундирования и продовольствия упала дисциплина, целые батальоны дезертировали. Однако, благодаря необычайной энергичности принятых мер, Директория уже в марте располагала многочисленной армией, удовлетворительно устроенной и в важнейших отраслях снабженною.
Военные действия проходили на 2 отдельных театрах — в Германии и Италии. Наибольшая опасность угрожала Франции со стороны Рейна и Альп. Директория сочла за лучшее первой начать наступательные действия, так как эта мера служила залогом будущих успехов и, перенося войну в неприятельские земли, избавляла страну от разорения, а Директорию — от расходов (содержание армий за счёт неприятеля реквизициями).
Военным министром Карно был составлен смелый план действий, согласно которому 2 армии должны были направиться от Рейна обоими берегами Дуная в пределы Германии и Австрии и соединиться под стенами Вены с 3-й армией Бонапарта из Италии. Сообразно с этой главной целью были сформированы 3 армии: Журдана (около 80 тысяч) для наступательных действий на нижнем Рейне; Моро (около 80 тысяч), вызванного из Голландии для действий в Эльзасе; третья (около 43 тысяч), вверенная молодому генералу Бонапарту, едва достигшему 27-летнего возраста, предназначалась для вторжения в Северную Италию с целью овладения Ломбардией, освобождения Пьемонта, а также отторжения мелких итальянских владений от коалиции. Кроме того, имелись ещё 2 резервные армии по 20 тысяч каждая: одна, Келлермана, занимала проходы, ведущие в Дофине и Савойю; другая — в графстве Ниццком и Провансе, частью занимала крепости, а частью предназначалась для поддержки армии Бонапарта.
Австрия также собиралась действовать наступательно. Главная её цель — очистить Бельгию от войск Республики. Для этого предназначалась армия численностью около 90 тысяч, командование которой было возложено вместо Клерфе на молодого и энергичного эрцгерцога Карла. В Италии австрийцы предполагали действовать также наступательно с армией в 57 тысяч под командованием генерала Болье; наконец, третья армия (около 80 тысяч) Вурмзера предназначалась для действий на верхнем Рейне и поддержания связи между двумя другими армиями. Как видно из распределения сил обеих сторон, никто из противников не ожидал, что в Италии могут развернуться важные события. Между тем, в Австрии всё по-прежнему зависело от гофкригсрата, распоряжения которого только связывали руки главнокомандующих.

### Действия в Италии в 1796 году

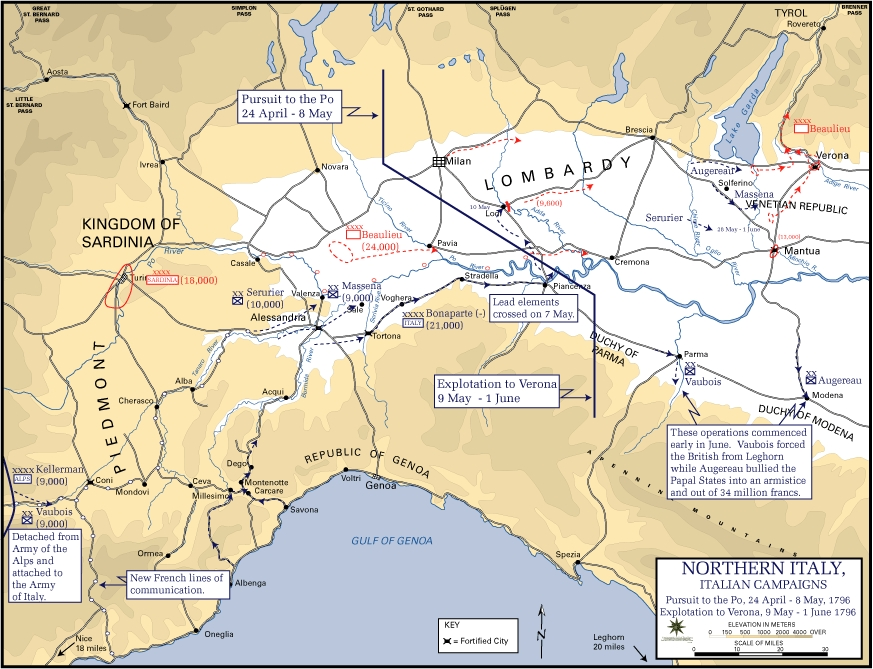
Карта Итальянской кампании 1796

Итальянская кампания проходила весьма благоприятно для французов благодаря искусным действиям их молодого генерала. Приняв начальство над армией, Бонапарт нашёл её в самом жалком материальном положении, до которого довели её небрежность и казнокрадство прежних руководителей и интендантства. Властной рукой он устранил злоупотребления, назначил новых начальников, собрал необходимые деньги и припасы и этим сразу приобрёл доверие и преданность солдат. Свой операционный план он основал на быстроте действий и сосредоточении сил против неприятеля, придерживавшегося кордонной системы и несоразмерно растянувшего свои войска. Быстрым наступлением Наполеону удалось разобщить войска сардинского генерала Колли и австрийской армии Больё. Сардинский король, испуганный успехами французов, заключил с ними 28 апреля перемирие, которое дало Бонапарту несколько городов и свободный переход через реку По. 7 мая он переправился через эту реку и в течение месяца очистил от австрийцев почти всю Северную Италию. Герцоги Пармский и Моденский вынуждены были заключить перемирие, купленное значительной суммой денег. С Милана также была взята огромная контрибуция. А 15 мая сардинский король заключил окончательный мир, согласно которому он уступил Савойю и Ниццу Франции.
3 июня Бонапарт вступил в Верону. В руках австрийцев остались лишь крепость Мантуя и цитадель Милана. Неаполитанский король также заключил перемирие с французами, примеру его последовал и Папа, владения которого были наводнены французскими войсками: ему пришлось заплатить 20 миллионов и предоставить значительное число произведений искусства. 29 июля пала Миланская цитадель, затем Бонапарт осадил Мантую. Новая австрийская армия Вурмзера, прибывшая из Тироля, не смогла исправить положения дел: после ряда неудач сам Вурмзер с частью сил был вынуждён запереться в Мантуе, которую перед тем тщетно пытался освободить от осады. В конце октября в Италию были выдвинуты новые войска под начальством Альвинци и Давидовича, но после сражения при Риволи они были окончательно оттеснены в Тироль, понеся огромные потери.

### Действия в Германии в 1796 году
Начатая 2 месяцами позже Итальянской кампании, законченная 3 месяцами ранее и тотчас же возобновлённая весной 1797 года, кампания на Рейне хотя и бледнеет перед победой и славой Бонапарта в Италии, тем не менее, принимая во внимание, что на Рейнскую армию были возложены главные операции, на них сосредотачивалось всеобщее внимание, они поглощали с обеих сторон большую часть сил, ресурсов и управлялись наиболее известными полководцами, эта кампания для изучения эпохи также представляет большой интерес. Австрийцы, увеличив свои силы до 170 тысяч, расположили их к началу кампании следующим образом: армия Вурмзера (около 70 тысяч) стояла на верхнем Рейне, имела левое крыло и центр по правому берегу от Швейцарии до Мангейма, а правое крыло (Мессароша) на левом берегу около Мангейма и Кайзерслаутерна; другая армия, Нижне-Рейнская (около 90 тысяч), под командованием эрцгерцога Карла, имела правое крыло (70 тысяч) на реке Наге, а левое (20 тысяч) — на реках Зиг и Лан; сверх того 10 тысяч находилось в Майнце; левое крыло этой армии, как отдельно стоявшее, отдано под командование герцогу Вюртембергскому. После назначения Вурмзера в конце июня с 25 тысячами войск в Италию, эрцгерцог Карл вступил в командование обеими армиями. Это объединение имело весьма выгодные последствия, в то время как обе французские армии были независимы одна от другой.
Французы, доведя свои силы до 150 тысяч, были расположены так: Рейнско-Мозельская армия (77,5 тысяч) генерала Моро, сменившего Пишегрю, стояла правым крылом около Гюнингена, центром за рекой Квейх, левым крылом около Саарбрюкена; Самбро-Маасская армия генерала Журдана (74,5 тысячи) занимала: левое крыло (генерал Клебер) — укреплённый лагерь у Дюссельдорфа и всё пространство до реки Виппер (Вуппер), центр и правое крыло по левому берегу Рейна от Кёльна до Сен-Вендена.
21 мая австрийское правительство, намереваясь решительным наступлением на Трир нанести удар французам между Мозелем и Сааром, объявило, что перемирие, заключенное в конце 1795 года, будет прекращено 31 мая. Но после выхода из состава армии 25 тысяч во главе с Вурмзером, австрийцы от этого намерения отказались.
Французы, воспользовавшись медлительностью противника, перешли в наступление. Журдан перешёл через Гундсрюкский хребет и через Рейн у Дюссельдорфа. Клебер разбил герцога Вюртембергского 4 июня при Альтенкирхене и вынудил его отступить за реку Лан. Преследуя принца Вюртембергского, Журдан расположился от устья Лана до Ветцлара. Узнав об этом, эрцгерцог Карл перешёл 8—9 июня обратно за Рейн и, оставив в Майнце 20-тысячный гарнизон, поспешил навстречу французам. Журдан, видя растянутое положение австрийцев на реке Лан, решил прорвать его наступлением 3 колонн, но для обеспечения левого фланга решил предварительно занять Ветцлар силами дивизии Лефевра, что привело 15 июня к бою у Ветцлара. Победа, клонившаяся на сторону французов, с прибытием эрцгерцога Карла перешла к австрийцам. 16 июня они перешли через реку Лан и преследовали Самбро-Маасскую армию до левого берега Рейна. Три колонны Журдана, отступавшие к Дюссельдорфу, были настигнуты генералом Краем 18 июня при Кирхгейме и после упорного сопротивления отброшены за реку Виппер. Главные силы австрийцев стали у Нейвида (24 июня), а фельдцейхмейстер Вартенслебен, сменивший герцога Вюртембергского — на берегу реки Зиг.
Верхне-Рейнская армия Вурмзера, ослабленная выделением войск для Италии, отказалась от наступления в Эльзасе и ограничилась оборонительными действиями. Вурмзер 7—8 июня занял между Регютте и Франкенталем надёжную позицию. 14 июня Моро решил прогнать австрийцев за Рейн и переправиться у Страсбурга. Генерал Дезе взял приступом шанцы позади Регютте, Сен-Сир овладел Франкенталем, Оггерсгеймом и Мосбахом, проникнув до Рейншанца при Мангейме. Однако здесь французы были отброшены, и только Дезе удержался при Ребахе и Мутерштадте. 16 июня Вурмзер перешёл на правый берег Рейна, оставив гарнизоны в Мангейме, Рейнгенгейме и Мунденгейме. Рейнгенгейм после упорного боя был 20 июня взят Моро, который 23 июня перевёл свою квартиру в Нейштадт. Отсюда он форсированным маршем направился к Страсбургу. В это время Вурмзер отправился в Италию, передав армию генералу графу Латуру.
23 июня рано утром передовые французские войска переправились через Рейн у Келя напротив Страсбурга, совершая в то же время демонстративные атаки по всей линии противника, растянутой до Гюнингена и занятой слабыми силами генерала Старая и эмигрантов. Французы заняли все укрепления на рейнских островах, овладели Келем и оттеснили неприятеля до реки Кинциг. После этого Моро решил проникнуть в Швабский округ: генерал Дезе 26 июня отбросил австрийцев из Неймюля, генерал Ферино двинулся вслед за корпусом эмигрантов Конде, в центре генерал Бопюи опрокинул неприятельский отряд при Корке. 27 июня Ферино направился на Оффенбург, который и был занят 28 июня. Тогда же Дезе вытеснил неприятеля из лагеря при Биме.
В это время Латур приближался с сильным подкреплением из Мангейма. Дезе, направленный в Ренхен, оттеснил Старая к Штольгофену. Другая французская колонна, пройдя через Шварцвальд, 2 июля заняла с боем проход между Книбисом и Росбюлем, а третья — овладела 4 июля Фреденштадтом. Австрийцы отступили до реки Мург, где Моро предполагал дать им решительное сражение, которое и произошло 5 июля при Раштадте; австрийцы отступили. Эрцгерцог Карл, узнав о переходе Моро через Рейн, выступил 5 июля с частью войск к Дурмерсгейму, намереваясь атаковать французов 10 июля. Однако Моро упредил их действия и начал наступление 9 июля. Австрийцы упорно и удачно сражались против Дезе при Раштадте, но генерал Кейм после упорного сопротивления был опрокинут при Ротензоле, а саксонцы — при Вильдбаде. Эрцгерцог Карл, оказавшись между двумя неприятельскими армиями, так как Журдан вновь перешёл в наступление, отступил в полном порядке 10—11 июля через Карлсруэ к Неккару.
После ухода эрцгерцога Карла с нижнего Рейна, Журдан получил строгое повеление безотлагательно перейти Рейн. Как и прежде, движение началось с левого крыла. Клебер 28 июня перешёл Рейн и отбросил австрийцев с левого берега реки Зиг. Сам Журдан перешёл Рейн 2 июля при Нейвиде. Вартенслебен поспешно стянул свои разбросанные отряды и 6 июля со всеми силами отступил на левый берег Лана, а затем во Фридберг, где держался до 10 июля. Французы, вытеснив их отсюда, заняли Франкфурт-на-Майне, где нашли большие артиллерийские и продовольственные запасы. Столь быстрые успехи французов побудили герцога Вюртембергского, маркграфа Баденского и весь Швабский округ заключить 27 июля мир с Республикой, уплатив 6 млн ливров контрибуции и уступив владения на левом берегу Рейна.
Эрцгерцог Карл отступил в Людвигсбург и Штутгарт с целью не дать Моро переправиться через Неккар. Однако французы двинулись за ним, тревожа его нападениями. Наиболее серьёзные из них произошли 19 и 21 июля при Канштадте. Когда же эрцгерцог Карл убедился, что Моро своим движением угрожает его отступлению в Донауверт, он направился на Гмюнд и стал при Беменкирхе. Следовавший за австрийцами Сен-Сир 2 августа выбил их арьергард из Гмюнда и 3 августа занял Гейденгейм. Эрцгерцог Карл отступил в Донауверт. При Бопфингене 5 августа французы потерпели неудачу, но зато 8 августа Моро отбросил австрийцев из Нересгейма.
Эрцгерцог, получив к этому времени подкрепления, решил атаковать правое крыло французов. Австрийцы проникли в тыл до Гейденгейма, где находилась главная квартира Моро, который едва успел спастись. Несмотря на успех, эрцгерцог не преследовал, а поспешил снова отойти в Донауверт и 16 августа был уже по ту сторону Дуная, откуда направился к реке Лех и в Баварию. К реке Лех также отступил и Латур. Таким образом, к 22 августа все австрийские силы успели собраться. В тот же день Моро занял Аугсбург.
Во время этих событий Журдан, преследуя Вартенслебена, 18 июля занял Ашафенбург, а 22 июля — Швейнфурт. 24 июля сдался Вюрцбург. Заняв 2 августа Кенигсгофен, французы 4 августа вступили в Бамберг, откуда двинулись к Форхгейму и заняли его 7 августа. После кавалерийского боя Лефевра с австрийской конницей при Аллендорфе, Вартенслебен отступил к Дунаю и 9 августа занял позицию между Ротенбергом и Лауфом, а 10 августа при Зульцбахе и Амберге генерал Ней с одной из колонн журдановской армии взял Ротенберг. С другой колонной генерал Бернадот овладел Неймарктом и двинулся к Альтдорфу. Сам Журдан расположился напротив Вартенслебена при Зульцбахе. Австрийцы расположились за Зульцбахом на сильной позиции. Последовавший здесь 17 августа бой продолжался до ночи, в результате австрийцы отступили за реку Вильс. Вартенслебен 22 августа занял сильную позицию у Шварценфельда. Журдан с дивизией Бернадота двинулся через Неймаркт до Дейнинга к северу от Регенсбурга, откуда грозил прервать сообщение между Вартенслебеном и эрцгерцогом Карлом.
В этом крайне опасном положении, в то время, когда из Италии приходили неблагоприятные известия, эрцгерцог Карл проявил истинно полководческий талант. Поняв, что единственным средством остановить успехи французов была атака сосредоточенными силами одной из французских армий, пока они были ещё разделены Дунаем, и, разбив её, ударить во фланг и тыл другой, эрцгерцог решил на реке Лех оставить корпус Латура и, обманув Моро искусными манёврами, внезапно перейти с остальными силами на левый берег Дуная и атаковать правый фланг Журдана.
21 августа главные силы эрцгерцога занимали возвышенности Гернрида, в то время как генерал Готце с авангардом подошёл к Верхингу и 22 августа сразился там с Бернадотом. Австрийцы взяли Дейнинг, а Бернадот, преследуемый эрцгерцогом, отступил. 23 августа французы вторично были разбиты при Неймаркте, откуда отступили к Нюрнбергу. Армия Журдана попала в опасное положение: эрцгерцог, не медля, устремился во фланг и тыл Журдану, разбил его 24 августа при Амберге и отбросил с большими потерями к Зульцбаху. В то же время князь Лихтенштейн взял Нюрнберг, захватив обоз и артиллерию. Готце утвердился в Герспрук, Ротенберг также был занят австрийцами.
Моро, разгадав план действий эрцгерцога, решил остановить его стремительным наступлением на Латура. 24 августа он перешёл реку Лех, разбил австрийцев при Гауштетене и Фридберге и преследовал их до Рейнталя. Курфюрст Баварский поспешил заключить договор в Мюнхене, согласно которому Бавария обязалась заплатить 10 млн франков контрибуции и доставить французам огромное количество провианта. Однако отвлечь Карла от преследования Журдана Моро не удалось: эрцгерцог Карл, отправив генерала Науэндорфа с 15 тысячами на поддержку Латура, продолжал теснить Журдана. Когда австрийцы овладели Гайфом, Журдан был вынужден отступить в горы и через Вальдек и Вильсек с большим трудом достиг 25 августа Гильпольштейна и Петценштейна. В то же время колонна Клебера отступила по труднопроходимой местности между Байрейтом и Бамбергом в Гольфельд, потеряв обоз и артиллерию.
Австрийцы заняли левый берег Майна, угрожая отрезать Самбро-Маасскую армию от Вюрцбурга. Журдан поспешил туда 30 августа через Швейнфурт. Готце, двинувшись через Шварцбах, 1 сентября достиг Вюрцбурга, занял город, но не смог склонить к сдаче коменданта цитадели и, поручив её осаду генералу Кинмайеру, занял позицию около Вюрцбурга. 2 сентября прибыли с одной стороны колонны Журдана, с другой — эрцгерцога Карла. 3 сентября произошло сражение, в котором французы были совершенно разбиты, потеряв обоз, артиллерию, знамёна и бежали к Ашафенбургу. 4 сентября пала цитадель Вюрцбурга. 8 сентября при Ашафенбурге была разбита дивизия Бернадота. В этот же день французы оставили Франкфурт. 9 сентября они сняли осаду Майнца на правом берегу Майна. На реке Зиг при Альтенкирхене 19 сентября произошло сражение, в котором французы снова были разбиты. Журдан сложил командование армией, передав его Бернонвилю, который не замедлил отступить в Дюссельдорф и на левый берег Рейна.
Бегство и совершенное расстройство Самбро-Маасской армии поставили Моро в весьма тяжёлое положение, тем более, что эрцгерцог от берегов Зига повернул влево с целью идти к Келю и Штутгарту и отрезать Рейно-Мозельскую армию от Франции. Моро начал отступление, которое впоследствии громко прославило его имя. Несмотря на то, что левое крыло его армии с отступлением Журдана было обнажено и австрийцы угрожали его правому флангу из Тироля, он успел благополучно возвратиться за Рейн. Переправившись 19 сентября при Аугсбурге через Лех, он отошёл за Иллер и направился к Ульму, откуда, преследуемый Латуром, 26 сентября двинулся в Биберах, оставив понтоны и несколько магазинов австрийцам. При Биберахе 2 октября произошло сражение, в котором Моро разбил Латура. Отделавшись от навязчивого преследования, Моро беспрепятственно достиг Шварцвальдских гор 15 октября. При Эммендингене он впервые столкнулся с эрцгерцогом Карлом. После упорного боя 19 октября французы вынуждены были отступить и заняли весьма выгодную позицию при Шлингене. Здесь они снова были атакованы 25 октября, и 28 октября отступили за Рейн. Вновь правый берег Рейна был свободен от французов.
Вскоре после этого эрцгерцог Карл был назначен главнокомандующим войсками в северо-восточной Италии против Бонапарта и заключил на Рейне перемирие.

### Действия на море в 1796 году
В 1796 году общая картина положения дел на море изменилась. Блестящая итальянская кампания Бонапарта 1796 года лишила Англию всякой опоры на берегах Италии и имела следствием усиление французской партии на Корсике, которая, при поддержке Франции, начала серьёзно угрожать английским гарнизонам. Последние держались, опираясь лишь на силу английской эскадры, которой с конца 1795 года командовал адмирал Джервис. Но и эта опора становилась ненадёжной. 19 августа 1796 года Испания заключила с Францией оборонительно-наступательный союз, и при первых слухах об этом Джервис отозвал Манна из Кадиса, так как ему грозили теперь, помимо отряда Ришери, находившиеся там 20 испанских линейных кораблей. И действительно, вскоре после ухода Манна, 4 августа Ришери вышел в сопровождении всей испанской эскадры, которая провела его на 300 миль в океан, а испанцы вернулись в Кадис. Манн, спеша соединиться с Джервисом, совершил крупную ошибку, не пополнив свои запасы в Гибралтаре.
Джервис сам испытывал огромные затруднения в снабжении своей эскадры, так что ему пришлось отправить Манна назад в Гибралтар за продовольствием для остальных судов. Но в это время испанская эскадра из 19 кораблей под командованием адмирала Лангара уже вошла в Средиземное море, и 1 октября Манн встретил её и едва ушёл в Гибралтар. Здесь он определил, что раз между ним и Джервисом находится испанская эскадра, возвращаться невозможно, а потому решено было направиться в Англию, ослабив этим в критическую минуту Джервиса.
Лангар прошёл к Картахене, взял там ещё 7 кораблей и 26 октября вошёл в Тулон, где, таким образом, собралось 38 линейных кораблей против 14 кораблей Джервиса. Союз Испании и Франции привёл английское правительство к решению оставить и Корсику, и Средиземное море, так как направить подкрепления Джервису не решались ввиду приготовлений французов на севере к высадке в Англии при поддержке испанского и голландского флотов. Джервис получил приказание об эвакуации 25 сентября, и 1 декабря он был уже в Гибралтаре. Только бездействием союзного французско-испанского флота в Тулоне можно объяснить то, что он не помешал Джервису выполнить этот трудный манёвр.
В пути Джервис получил новые приказания, вызванные временными успехами австрийцев в Италии — не оставлять Корсику, если это ещё не сделано. Но теперь овладеть Корсикой уже было невозможно, и английский гарнизон остался лишь на острове Эльба. По прибытии в Гибралтар Джервиса ждали новые приказы: идти в Лиссабон, так как Франция и Испания замышляли нападение на Португалию. Кроме того, ему приказано было оставить и Эльбу.
Между тем, в Бресте деятельно готовились к высадке в Ирландию, причём для прикрытия к эскадре Вилларе должен был присоединиться Ришери из Северной Америки, где он нанёс серьёзный вред английским рыбным промыслам и захватил около 100 торговых судов, а также отряд из 6 линейных кораблей под командованием адмирала Вильнёва из Тулона.
1 декабря Вильнёв вышел в сопровождении всей испанской эскадры, которая свернула в Картахену, а Вильнёв 10 декабря с попутным штормом проскочил Гибралтарский пролив в виду эскадры Джервиса, которому тот же шторм не только мешал отплытию, но и сорвал с якорей 3 линейных корабля.
Ирландская экспедиция под командованием генерала Гоша и адмирала Морар-де-Галля вышла из Бреста 16 декабря, но окончилась полной неудачей — не из-за встречи с английским морскими силами, а из-за дурной организации и плохого личного состава и снабжения французского флота. Удача, напротив, благоприятствовала французам в том отношении, что они добрались до берегов Ирландии, не встретив английской эскадры Канала, и почти все их суда благополучно вернулись во Францию. Произошло это вследствие отсутствия тесной блокады Бреста, откуда английские адмиралы часто уходили для ремонта и снабжения в Портсмут, оставляя перед Брестом только суда для разведки. Эта экспедиция, хоть и неудавшаяся, показала, что английский флот недостаточно охраняет берега, и вызвала большую тревогу в Англии.
Между тем, во Франции приготовления к высадке продолжались и, по полученным англичанами сведениям, испанский флот должен был перейти в Брест, чтобы совместно с французским прикрывать эту высадку, а голландский флот должен был отвлечь часть английского флота из Ла-Манша в Северное море.
Задача остановить испанский флот возложена была на адмирала Джервиса, который 16 декабря 1796 года вышел из Гибралтара в Лиссабон, отправив коммодора Нельсона с 2 фрегатами для эвакуации острова Эльбы. Эскадру Джервиса преследовали несчастья. При шторме 10 декабря в Гибралтаре и в реке Тахо он потерял 5 кораблей, и когда он 18 января 1797 года вышел в море, чтобы преградить путь испанскому флоту, у него оставалось всего 10 кораблей. 1 февраля испанская эскадра из 27 линейных кораблей под командованием адмирала Кордовы вышла из Картахены для следования в Брест. 6 февраля Джервис, занявший позицию у мыса Сент-Винсент, получил подкрепление из 5 линейных кораблей, а 13 февраля к нему присоединился и Нельсон, удачно выполнивший своё задание. 14 февраля показалась испанская эскадра, и Джервис, несмотря на огромное неравенство сил, атаковал и разбил Кордову, причём англичане захватили 4 испанских корабля. Победа эта произвела огромное впечатление в Англии, где целый ряд неудач и страх перед высадкой французов привели к финансовой панике и угнетению общественного мнения.

### Итоги кампании 1796 года
Кампания 1796 года в Германии, как и в предыдущем году, не привела к положительным результатам ни для одной из сторон. Из хода военных действий мы видим, что раз отступление какой-либо стороны началось, то оно непрерывно продолжалось до какого-либо серьёзного рубежа (Рейн, Дунай). Это объясняется всё той же кордонной системой, не допускавшей свободы маневрирования, которому войска не были обучены: малейший намёк на обход фланга и угроза сообщениям вынуждали к отступлению. Неудача французов во 2-й половине кампании была в значительной мере результатом несогласованности действий Журдана и Моро. Наоборот, единовластие эрцгерцога Карла, несмотря на препоны со стороны гофкригсрата, и проявленная им решимость при правильной оценке обстановки свели к нулю успехи французов. Сравнивая силы, планы и действия обеих сторон в Италии и Германии, мы видим большую разницу. В Италии Бонапарт с гораздо слабейшими силами победил австрийцев, завоевал всю Северную Италию, овладел её твердыней — крепостью Мантуя — и угрожал границам Австрии. Столь большие успехи объясняются тем, что Бонапарт, обладая необыкновенными военными дарованиями, действовал по совершенно новому методу, существенно отличавшемуся от общепринятых тактик. Поэтому, несмотря на военные дарования эрцгерцога Карла и его искусные действия, все события в Германии меркнут перед походом Бонапарта в Италии.

## Кампания 1797 года
Политические отношения Франции к европейским державам в течение 1796 года почти не изменились. Внутри страны продолжались смуты и волнения. Финансы по-прежнему находились в расстройстве, хотя французские войска были большей частью расквартированы в чужих странах, что значительно сокращало расходы, ложившиеся на местное население. После неудавшейся попытки французов высадиться на берегах Ирландии в конце 1796 года, войсками, участвовавшими в этой экспедиции, были усилены Рейнская и Итальянская армии. Громкие успехи французов в Италии вынудили Австрию обратить особое внимание на этот театр и направить туда значительные подкрепления. Директория же, видя в Бонапарте угрозу себе, если его действия продолжат сопровождаться такими успехами, решила, что главным театром должна стать Германия. Рейнским армиям было приказано вторгнуться в Швабию и Франконию, чему Итальянская армия должна была содействовать. План этот был неверен, потому что при данных условиях, пользуясь собранной 100-тысячной армией, можно было рассчитывать на мир с Австрией только вторжением в пределы Австрии со стороны Италии. Кроме того, нельзя было медлить с открытием боевых действий, так как малейшая потеря времени способствовала эрцгерцогу Карлу, назначенному главнокомандующим в Италии, в доставке подкреплений из Рейнской армии. Поэтому Бонапарту пришлось открыть кампанию, не дожидаясь прибытия с Рейна в долину Дуная прочих армий. К этому времени Австрия не успела даже выработать плана действий.

### Действия в Италии в 1797 году
Положение осаждённой Мантуи, где свирепствовали повальные болезни и голод, стало отчаянным, и Вурмзер в начале февраля 1797 года капитулировал вместе с гарнизоном в 18 тысяч человек.
В Италии нападению французов подвергся Папа Римский, нарушивший договор с Французской республикой: он поплатился уступкой нескольких городов и уплатой 15 млн франков.
10 марта Бонапарт двинулся против австрийцев, ослабленные и расстроенные войска которых уже не могли оказывать упорного сопротивления. Даже назначение эрцгерцога Карла командующим австрийскими войсками в Италии не исправило ситуацию. Через двадцать дней французы находились лишь в нескольких переходах от Вены. Эрцгерцог Карл с разрешения императора предложил перемирие, на что Бонапарт охотно согласился, так как и его положение становилось затруднительным вследствие отдалённости от источников довольствия армии. К тому же он был озабочен известиями о передвижениях противника в Тироле и Венеции.
18 апреля 1797 года перемирие было заключено в Леобене. Немедленно после этого Бонапарт объявил войну Венецианской республике за нарушение нейтралитета и умерщвление множества французов. 16 мая Венеция была занята его войсками, а 6 июня подпала под французское владычество и Генуя, названная Лигурийской республикой.
В конце июня Бонапарт объявил самостоятельность Цизальпинской республики, состоявшей из Ломбардии, Мантуи, Модены и некоторых других смежных владений.
17 октября в Кампо-Формио был заключён мир с Австрией, закончивший Войну Первой коалиции, из которой Франция вышла победительницей, хотя Великобритания продолжала воевать. Австрия отказалась от Южных Нидерландов (территории нынешней Бельгии), признала границей Франции левый берег Рейна и получила часть владений Венецианской республики с Венецией в составе. Штатгальтеру Голландии и имперским владетелям, лишившимся своих зарейнских земель, было обещано вознаграждение путём упразднения независимых духовных владений в Германии. Для разрешения всех этих крайне запутанных вопросов положено было собрать в городе Раштате конгресс из уполномоченных Франции, Австрии, Пруссии и других германских владений.

### Действия в Германии в 1797 году
После ухода эрцгерцога Карла с подкреплениями в Италию, силы имперских войск на Рейне составляли 80 тысяч человек и были разделены на 2 армии:
- Верхне-Рейнская группа Латура (40 тысяч) — центр её (генерал Старая) был расположен около Келя, правое крыло протянулось по Рейну до Мангейма, а левое до Базеля;
- Нижне-Рейнская армия генерала Варнека (около 25 тысяч) стояла на реке Лан напротив французской Самбро-Мааской армии; австрийские резервы (до 10 тысяч) под командованием генерала Зимбшена стояли между Ашафенбургом и Майнцем для поддержки той или другой армии; затем гарнизоны крепостей Эренбрейтштейна, Майнца, Мангейма и Филиппсбурга, около 20 тысяч, не входившие в состав армий.

Французы на этом театре собрали до 130 тысяч, разделённых на 2 армии:
- Рейно-Мозельская армия генерала Моро (60 тысяч), которая после потери Келя и Гюнингенскаго тет-де-пона расположилась по левому берегу Рейна, через Вогезы до Цвейбрюкена;
- Самбро-Мааская армия генерала Гоша (до 70 тысяч), размещённая также вдоль левого берега Рейна, занимала Дюссельдорф и Нейвид.

Смелое и быстрое наступление Бонапарта через Норические Альпы требовало содействия армий на Рейне. Но вследствие недостатка снабжения, их переход на правый берег Рейна совершился только около середины апреля. Планировалось, что обе армии перейдут одновременно: Моро в Келе, а Гош в Нейвиде — с целью отвлечения внимания австрийцев относительно истинного направления главных усилий. По стечению обстоятельств, Гош перешёл Рейн 2 днями ранее Моро, но это имело хорошие последствия, так как он привлёк на себя главные силы неприятеля и облегчил переход Моро, который не имел, подобно Гошу, обеспеченной переправы. 13 апреля Гош объявил о прекращении перемирия, и 18 апреля, перейдя левым крылом через Рейн, проник до рек Виппер и Зиг. Сам же с центром и правым крылом, перейдя Рейн у Нейвида, в тот же день разбил при Бендорф авангард армии Варнека, бывший под командованием Карла. Последний отступил в Нахенбург, а Варнек через Ветцлар во Франкфурт.
Французы продолжали быстро следовать за отступавшими, произошёл ряд арьергардных боёв. Вскоре последовало заключение мира, военные действия были прекращены, а река Нидда объявлена демаркационной линией для обеих сторон. Это спасло Варнека от неминуемой гибели, так как Гош, намереваясь отбросить австрийцев к Майну, занял уже такое расположение, которое не дало бы Варнеку возможности отступить к Вюрцбургу.
Моро 20 апреля перешёл Рейн у Кильштедта с боем, а на следующий день произошли бои при Дирсгейме, Фрейштадте и Ганау. 22 апреля Латур продолжал отступление. 24 апреля между Моро и Латуром заключено перемирие.

### Действия на море в 1797 году
22 февраля 1797 года у мыса Каррег-Уастад неподалёку от местечка Фишгард (Уэльс) высадился французский Чёрный легион под командованием ирландца Уильяма Тейта. Но пембрукские йомены, а также группы моряков и партизан, собранных лордом Каудором, оказали им яростное сопротивление. В результате последняя попытка иностранной державы высадиться на территории Великобритании окончилась полным провалом.
Английские морские силы в 1797 году были сосредоточены в Ла-Манше и у Кадиса, где Джервис тесно блокировал испанский флот, скрывшийся туда после сражения при Сент-Винсенте. Чтобы внести разнообразие в утомительную службу блокады, Джервис посылал небольшие отряды для различных партизанских действий. Именно с этой целью он разрешил в июле 1797 года адмиралу Нельсону с несколькими судами произвести нападение на испанский остров Тенерифе, где англичане надеялись захватить «серебряный галеон», но экспедиция эта окончилась полной неудачей. Нельсон был серьёзно ранен и только в апреле 1798 года вновь присоединился к Джервису.
В 1797 году французы, оставив план отправления экспедиции из Бреста, начали готовить её в Текселе. Но и эта экспедиция не была осуществлена. 11 октября 1797 года адмирал Дункан с 15 линейными кораблями напал напротив деревни Кампердаун на голландскую эскадру, также состоящую из 15 линейных кораблей под командованием адмирала Винтера, и разбил её на голову, причём 9 голландских кораблей вместе с Винтером были захвачены.
В Ирландию в августе и сентябре были отправлены 3 небольших отряда, которые потерпели полную неудачу.
С Австрией, главным противником Франции на суше, 17 октября 1797 года был подписан Кампоформийский договор, по которому Франция получила Нидерланды и Ионические острова, а на севере Италии была создана Цизальпинская республика, находившаяся под полным влиянием Франции. Теперь Англия оставалась практически в одиночку, и с этого года, вплоть до своего падения, Наполеон считал Англию главным и самым могущественным своим врагом, и все его действия вытекали из основной задачи, им себе поставленной — сломить теми или другими способами могущество Англии.

### Итоги кампании 1797 года
Как и в предыдущем году, в 1797 центр тяжести операций лежал в Италии. Смелое и решительное наступление Бонапарта в Тироль и Фриуль заставило Австрию просить мира, в то время как Рейнские французские армии ещё не перешли Рейн и были далеко от Дуная, а потому не могли оказать влияния на общий ход военных событий, подтвердив этим всю ошибочность плана, выработанного директорией.